# Розвадів
Розва́дів  — село в Україні, у Стрийському районі Львівської області, центр Розвадівської сільської громади. Населення становить 3,1 тисяч осіб. Орган місцевого самоврядування — Розвадівська сільська рада. Село Розвадів розташоване на лівому березі річки Дністер, адміністративно належить до Стрийського району.

## Назва села
Щодо назви села, то існує кілька версій його походження. Одна з них говорить, що село бере свою назву від давньоруського слова «свада», що означає «суперечка, сутичка, ворожнеча». Перекази ж говорять, що на території села розводив у різні сторони своє військо гетьман Б. Хмельницький. Також можна почути, що перший мешканець села мав прізвище Розвадів. Більшість з версій є просто легендою, але всі вони мають право на існування.

## Символіка
Герб села має вигляд щита, розділеного на червоне і чорне поля. Два срібні крила, що уособлюють Архангела Михаїла, який є покровителем громади, між ними вгорі золотий розширений хрест – символ пам’яті про борців за волю України і могили УСС у Пісочній. Внизу – золота перевернута підкова – символом щастя. Під щитом покладені зелені дубові гілки з золотими жолудями, перевиті синьою стрічкою з золотою назвою громади РОЗВАДІВ.
Прапор — квадратне полотнище, яке складається з двох вертикальних рівновеликих смуг: червоної біля древка та чорної з вільного краю. На них зображені два білі крила, між якими вгорі жовтий розширений хрест, а внизу — жовта підкова. Червоний і чорний кольори підкреслюють значення громади у визвольних змаганнях.

## Історія
Сільська традиція твердить, що перші поселення розташовувалися на правому березі річки Дністер, але внаслідок частих повеней, люди почали освоювати протилежний бік. Археологічні дослідження, які проводилися наприкінці 1980-х роках, показують, що люди селилися тут ще за часів палеоліту (2 тисячі років до н. е.).

### Татарські набіги
Перша згадка про село зафіксована у 1467 році. У 1498 році на нього здійснила напад татарська орда і спалила. Саме через це мешканці села були звільнені від сплати податків та військових постоїв на шість років. У 1512 році село знову звільнялося королем від сплати податків на такий же термін, а через три роки знову було повністю спустошене і знелюднене волохами і татарами. Довгий час село належало родині магнатів Тарлів, засновників міста Миколаєва. У 1571 році Ядвіга Тарлова передає село зятеві Єжи Мнішеку та дочці. Саме через часті татарські набіги, польський король дає доручення збудувати біля села оборонну фортецю.

### Спорудження укріплень
Навесні 1620 року польський гетьман Станіслав Жолкевський споруджує на березі Дністра укріплення, яке проводилося за кресленнями і під наглядом скульптора, який пізніше перебрався до Розвадова. Згадка про розвадівський замок вперше з'являється в документах в 1619 році. Отже, 1620 р — це дата закінчення будівництва фортеці.
Табор — так називалася фортеця, виконував захисну функцію перед набігами і небезпекою, оберігаючи не тільки жителів самого староства Дроговизького, але й всіх прилеглих сіл. Місцеві жителі мали обов'язок утримувати оборонну споруду. Стіни Табору були укріплені артилерією, а всередині містилися склади продуктів та зберігалися найцінніші поміщицькі речі. Також було збудовано приміщення для виробництва пороху та порохову башту для його зберігання, будинки для офіцерів-шляхтичів. Крім того, фортеця виконувала функцію тюрми: тут тримали в кайданах людей за різні провини. До Табору часто прибували на кількатижневий відпочинок чи на зимівлю війська. В такий час на селян лягав важкий тягар, адже вони повинні були забезпечити їх всім необхідним, що було не легко. Акти львівського гродського суду містять у собі численні скарги мешканців на грабежі, вчинені військовими.
Восени 1648 року, повертаючись у степи з-під Львова, татари знову пограбували село.
На 1661 рік у селі проживало 42 селянські родини, які обробляли 4 лани землі. Від лану землі платили по 10 золотих і 20 грош чиншу. На землі працювали вибранці, які мали виконувати військову службу.
У 1673 році шляхетський загін спалив Табор: п'яні жовніри, які були в Таборі запалили ватру, щоб засмажити рибу, а полум'я перекинулося на фортецю. Дивом уціліла церква, яка була розташована на березі річки біля самої фортеці. До села ж пожежа не дійшла. В 1676 році село знову спустошили татари, а в 1711 — Розвадів спіткало стихійне лихо: сарана виїла траву і з'їла до 300 кіп (18000 снопів) різного зерна, тому з голоду загинуло 66 волів, 300 корів, 157 ялівок. Загалом село мало нещастя сім разів потерпати від набігів татар і один раз від сарани. Не жаліла селян й королівська адміністрація. В 1726 році дроговизький староста забирав селянські поля біля Табору, надаючи на заміну далекі й погані ділянки.
На 1742 рік в селі вже мешкало 108 родин і майже в кожному дворі було по два воли. Селяни платили данину: сторожове (2 золи), фірне, чинш та інше. Панщину відробляли 1,5 дні на тиждень. У селі був бровар, дві солодівні, корчма. На 1782 рік в Розвадові нараховувалося 147 родин.
Село розросталося в основному за рахунок жовнірів. Поранені чи переобтяжені військовою службою, вони, опинившись на перепочинку в Таборі, залишалися на цих землях. Село приваблювало мешканців своїми природними умовами: водоймища з рибою, поля і луки повні звірини.

## Населення

### Мова
Розподіл населення за рідною мовою за даними перепису 2001 року:
| Мова            | Кількість | Відсоток |
| --------------- | --------- | -------- |
| українська      | 3199      | 99.66%   |
| російська       | 8         | 0.25%    |
| інші/не вказали | 2         | 0.09%    |
| Усього          | 3210      | 100%     |

## Церква в Розвадові

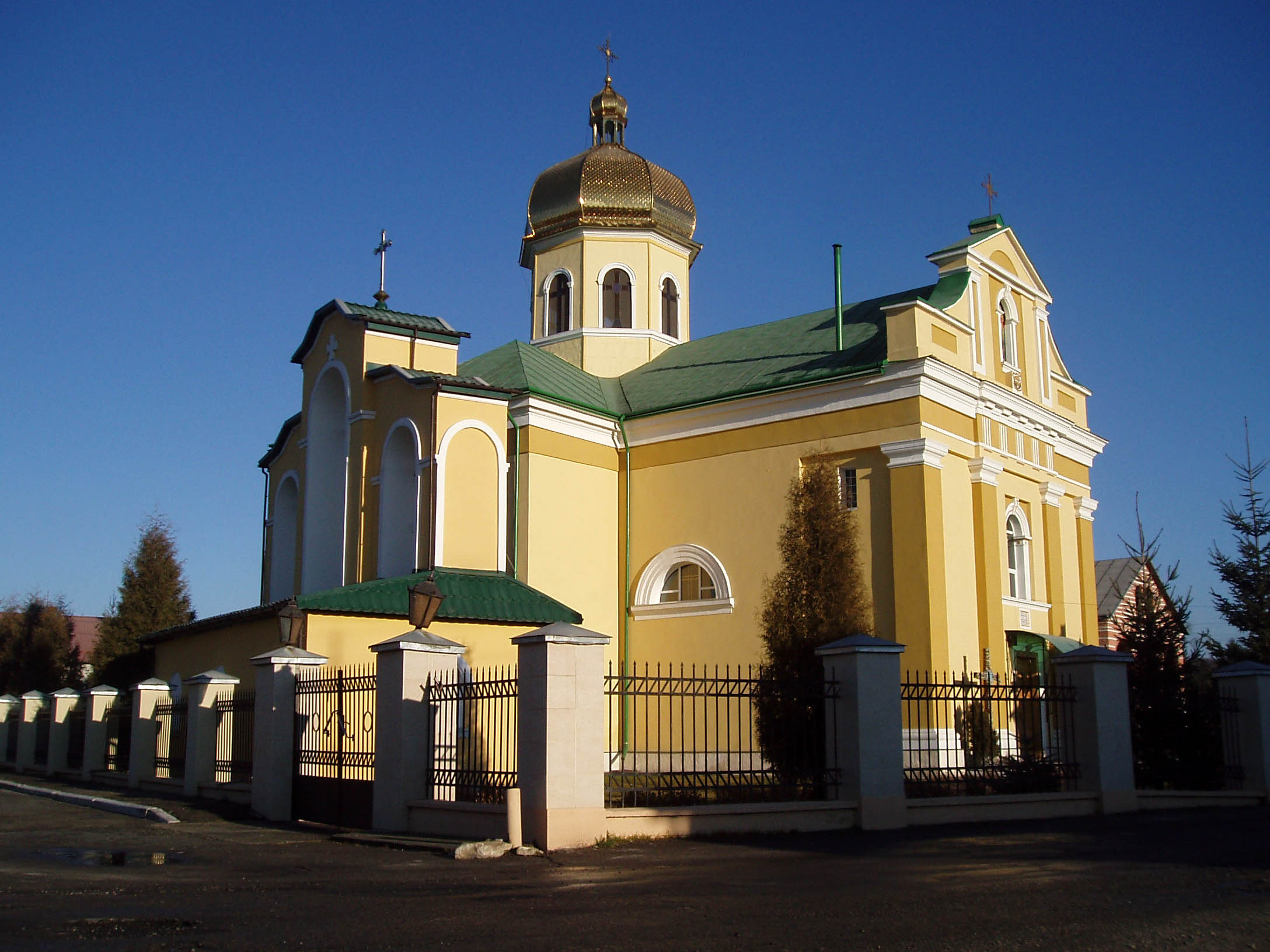
Розвадівська церква

Перша церква існувала в Розвадові ймовірно ще в часи Київської Русі. За переказами село змінювало місце свого розташування, тому могло змінюватись і розташування церковного будинку. Сільські старожили серед таких місць виділяють урочища Межиріки (між старим і новим руслом Дністра), місцевість біля залізничного мосту через Дністер, Табор, а також хутір Прийма. Не виключено, що в Таборі могла бути не церква, а римо-католицька каплиця.
Про сільську церкву та священика є згадка в податковому реєстрі 1609 року. В акті люстрації села 1661 року зазначено, що «стара попадя господарювала на чверті лану землі і платила чиншу З зол. 13 гр.».
10 листопада 1671 року король Михайло Вишневецький у відповідь на скарги священиків Дроговизького староства на утиски адміністрації, звільнив їх від відбування панщини та інших повинностей. Вони також тоді отримали право виготовляти для своїх потреб пиво та горілку, вільно брати дрова з королівських лісів. Цей привілей підтвердив і король Ян III 4 квітня 1676 року. Парохом розвадівської церкви Воскресіння Христового тоді був о. Михайло. У серпні 1679 року дроговизький староста Микола Остророг додав розвадівській церкві півчверті землі «Лисиковсько». Мабуть, що це була колишня селянська земля. Весною 1693 року староста Тобіяш Роєвський додав церкві чверть «Ярошовську».
При візитації восени 1739 року було відмічено, що парохом тут є отець Гаврило Доскочинський, а парафіян близько 130 родин. Щорічно кожна родина давала парохові по львівському півмацку жита. Церква мала привілей на лан поля та сіножатей на 100 косарів. Відомо також, що у 1740 році з візитацією прибув отець П'ясецький. Він повідомляє про повеління Замойського Синоду, що священик в церкві має вести Метрику. Цю постанову виконав вже наступний священик, Іван Левицький. Знаходилася вона в храмі до 1752 року і під час пожежі згоріла. Залишилася тільки титульна сторінка, яка була вклеєна на початку нової книги.
Не виключено, що у 1741 році парохом в селі став о. Іван Левицький, бо у вересні того року він завів тут нову метричну книгу. Але 5 грудня 1752 року церква згоріла зі всім майном «від вогню випадкового». Тому в березні 1753 року була заведена нова метрична книга. У захристії згоріли книжки, які призначалися для богослужінь, проповідей, повчань, два старожитні Євангелія, а також церковні метрики, хоча наступний візитатор, який прибув у село в 1764 році, нічого про пожежу не згадує. Цікавою є згадка, що отець Михайло Цегельський купив до церкви книгу «Ключ разумінія», яка була надрукована у Львові в друкарні Михайла Сльозки. Це був збірник проповідей на церковні свята, яким послуговувалися священики. В книзі також наводилися історичні факти: історія Київської Русі, Запорізької Січі, розповіді про українські монастирі. В 1780 року парохом був отець Андрій Крижанівський. Церква була дерев'яна, вкрита ґонтом, в доброму стані. Хата пароха була з смереки, також покрита ґонтом.
28 червня 1764 року церкву відвідав з візитацією о. М. Шадурський. З її матеріалів випливає, що церква мала «поля давнього» 2 чверті, якого було на 27,5 дня оранки одним плугом та ще й лук у ньому, які могли за день скосити 38 косарів. Крім того, мала пізніше додані 2 чверті — Ярошовську та Лисаковську (на 23 дні оранки та лук на 17 косарів). Всі землі разом мали становити 37 моргів поля та 9,5 морга лук.
У 1780 році парохом в селі був о. Андрій Крижанівський. Був він тут Парохом і в 1803 році. Церква тоді була дерев'яною, вкрита ґонтом і оцінена на 250 зр, в доброму стані, хата пароха була збудована з смерекового дерева, вкрита ґонтом і коштувала 175 зр. Всі будівлі були зведені коштом о. Крижанівського.
У роки австрійсько-французьких війн (наполеонівських) уряд забрав в церкви золоті та срібні речі, а пізніше видав їй дві 3 % облігації на суму 110 золотих ринських.
У 1817 році громада збудувала кам'яний парафіяльний будинок, який стояв до першої світової війни.
У 1832 році місцевий парох о. Михайло Абрисовський (нар. 1769), висвячений 1795 року, мав у селі 1080 парафіян. Через 7 років їх було вже 1276, а парохом був о. Яків Любінецький.
В акті перевірки парафії влітку 1832 року зазначено, що о. М. Абрисовський парохом в селі був з 20 травня 1811 року. Мав він тут ще старі метричні книги з 1741 року, хоч в 1784 році були заведені нові метричні книги. Громада була про нього Високої думки. Сама церква мала 109 років і була збудована з вільхового дерева. Ще до 1820 року був виготовлений план будівництва нової церкви і при продажу села вручений державою графові Скарбеку. Громада кілька разів домагалась від нього (в усній та письмовій формах) допомоги на ремонт церкви, але він відмовлявся тим, що на найгарнішому місці незабаром почне будувати нову церкву. Тим часом провізори купили кілька тисяч гонгів і мали намір ремонтувати церкву весною 1833 року.
Мабуть у 1830-х роках громада почала будувати нову кам'яну церкву, але не мала коштів для завершення будівництва. За переказами стіни церкви стояли так довго, що біля них встигла вирости груша, яка почала плодоносити. Австрійська влада нічим не допомагала. Аж якось у Галичину приїхав цісар і проїжджав через село. Селяни його вітали, стоячи вздовж дороги на колінах, скинувши шапки. Війт тримав у руці завчасно заготовлене прохання до монарха, щоб допоміг збудувати церкву. Той зобов'язав це зробити власника місцевих маєтків графа Станіслава Скарбка. Після цього робота відновилась, а над входом до церкви був вмонтований його родовий герб. У 1848 році граф помер, але роботи продовжували управителі заснованої ним фундації «Заклад гр. С. Скарбка».
У 1857 році парохом Розвадова був о. Яків Любінецький (нар. 1792), висвячений 1816 року, який мав тут 1200 парафіян. У 1860 році парафіян було 1274.
1860 року нарешті відбулось посвячення нової мурованої церкви. Мабуть остаточно будівельні роботи буди завершені тільки наступного року, як зазначено на пам'ятній дошці над входом. 31 жовтня 1877 року фундація Скарбка презентувала на розвадівську парафію о. Івана Любінецького. Мабуть це був син попереднього пароха. У 1891 році парохом був о. Іван Любінецький.
Презенту на Розвадів у січні 1900 року отримав о. Олександр Батіг (нар. 1846), висвячений 1871 року. У 1901 році він мав тут 1615 парафіян, а у 1903 році — 1592 . Він помер тут 26 січня 1911 року на 65 році життя після довгої хвороби.
У 1913 році при церкві було Братство тверезості, яке нараховувало 450 членів. Це з 2004 парафіян. Крім того, в селі проживали 22 юдеї та 16 римо-католиків. Церква мала 43 морги ріллі, та 35 моргів лук. Ці землі були розкидані аж у 87 ділянках. Оскільки земля не приносила парохові необхідного, визначеного державою мінімуму прибутків, то він з спеціального фонду отримував щорічно 558 корон дотації (додатку конгруального). З двірських володінь він також отримував безплатно 14 сягів дров, визначених владою як сервітутний еквівалент.
Перед війною парохом в селі був о. Сенишин, якого за москвофільські симпатії австрійці арештували 7 серпня 1914 року та кинули в концтабір Талергоф. Його син о. Юліан, який залишився обслуговувати парафіян, після приходу росіян перейшов у православний обряд, запустив бороду та вуса, славив царя та його родину, а за кілька днів до відступу російської армії з Галичини виїхав на схід. Цікаво, що у період російської окупації громаду насильно було втягнуто до російського православ'я. Парох заповнював метричні книги російською мовою, а в графі «віросповідання» замість традиційного «греко-католик» записував «православний». Дві дочки о. Сенишина під час окупації їздили по селі на автомашинах з російськими офіцерами, влаштовували різні забави. Нарешті Ольга вийшла заміж за православного священика о. Русиняка з Лемківщини, а Стефанія навчалась у пансіонаті «Русских дам» і виїхала на схід.
В жовтні 1915 року завідувачем місцевої парафії був призначений о. Петро Олійник, який також за сумісництвом завідував парафією села Демня. Завдяки йому в селян Розвадова зросла національна свідомість, а по москвофільству був завданий дошкульний удар.
Коли влітку 1917 року в село повернувся о. Сенишин і знову взявся відновлювати москвофільство, то зіткнувся з опором селян. З квітня 1918 року до митрополита прибула велика делегація з Розвадова з вимогою перенести о. Сенишина на іншу парафію за його антиукраїнські дії і проханням дати в село одного з двох священиків: о. Євгена Гаврилюка з Ілова або о. Андрія Стадника з Миколаєва, «котрі одиноко мов ясні зорі світять в околиці і стоять на сторожі українського руху в повіті». Під заявою до митрополита поставили свої підписи голова читальні «Просвіта» Михайло Онішечко, секретар Роман Корда та майже всі мешканці села, які також наголошували, що о. Сенишин погано проводить катехизацію. Під час проповідей переважно говорить про господарські теми (воли, коні, вози) і тому молодь в цей час виходить з церкви. Влітку 1918 року консисторія проводила розслідування діяльності о. Сенишина, але ця справа не була доведена до кінця, бо почалась українсько-польська війна.
Після війни о. Сенишин продовжував бути парохом в селі, але колишнього авторитету вже не мав. Ще влітку 1930 року о. Сенишин пробував забезпечити своєму зятеві о. Миколі Киндієві (нар. 1891), парафію у Верині і їздив з цією метою до директора веринської школи Теодора Паньківа, та нічого з того не вийшло. Після смерті о. Сенишина парохом в Розвадові в 1933 році став о. М. Киндій, (нар. 1891), який у статусі свідка на процесі Василя Біласа і Дмитра Данилишина, порівняв їх з Христом на Голгофі. Вже наступного року о. Киндій мав у церкві скандал з Михайлом Шухом, який мешкав по сусідству з вдовою о. Сенишина та чинив їй різні неприємності. Дійшло до того, що побив її дочку Степанію і відсидів за це З тижні в арешті. Отець Киндій не дозволяв йому тримати в церкві свічку, але Шух (або хтось інший за нього) поскаржився в консисторію і о. Киндій отримав попередження.
Треба також зазначити, що у 1749 році в Розвадові кс. Єжи Любомирський заснував невеличкий монастир монахів-капуцинів, в якому проживали кілька монахів. Дальша його доля невідома.
У 2010 році церкву реставрували. Побудували нову дзвіницю, накрили новим дахом, побілили стіни.

## УССу Розвадові
Восени 1915 року всі здорові стрільці й підстаршини поселилися в Розвадові й з них створили першу Вишкільну Групу У.С.С.
1916 року І. Іванець опрацював проєкт стрілецького стягу. 
28 жовтня 1917 року в селі гостює митрополит Андрій Шептицький та святить прапор УСС.
У червні 1918 року після берестейського миру Вишкіл переїхав до Херсонщини.
У 1990 році відбулося свято Стрілецького прапору.
У листопаді 2018 року Розвадівська громада відзначала 100-ліття проголошення Західноукраїнської народної республіки.

## Галерея

Розвадів на історичних мапах
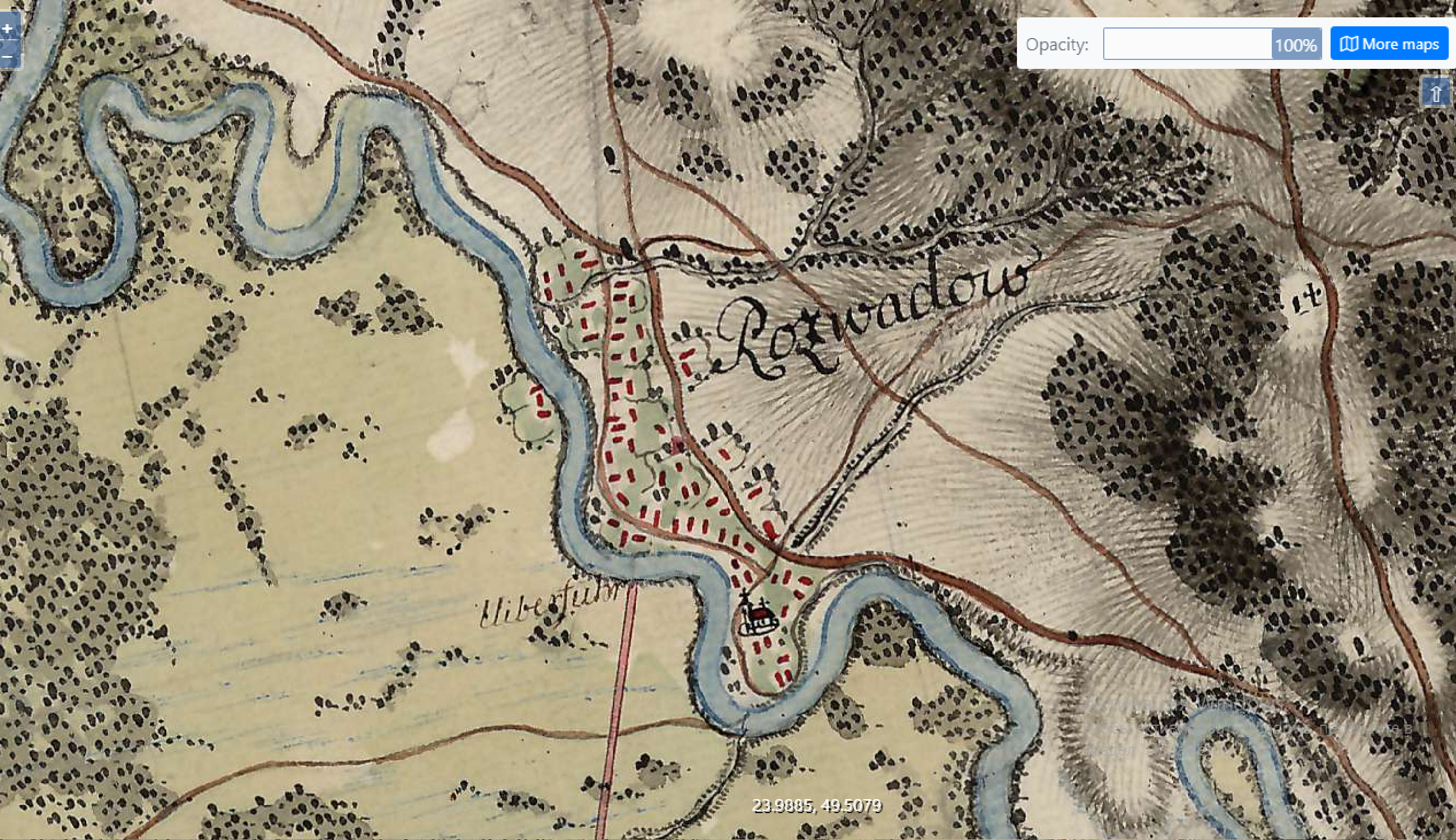
Розвадів у 1779—1783
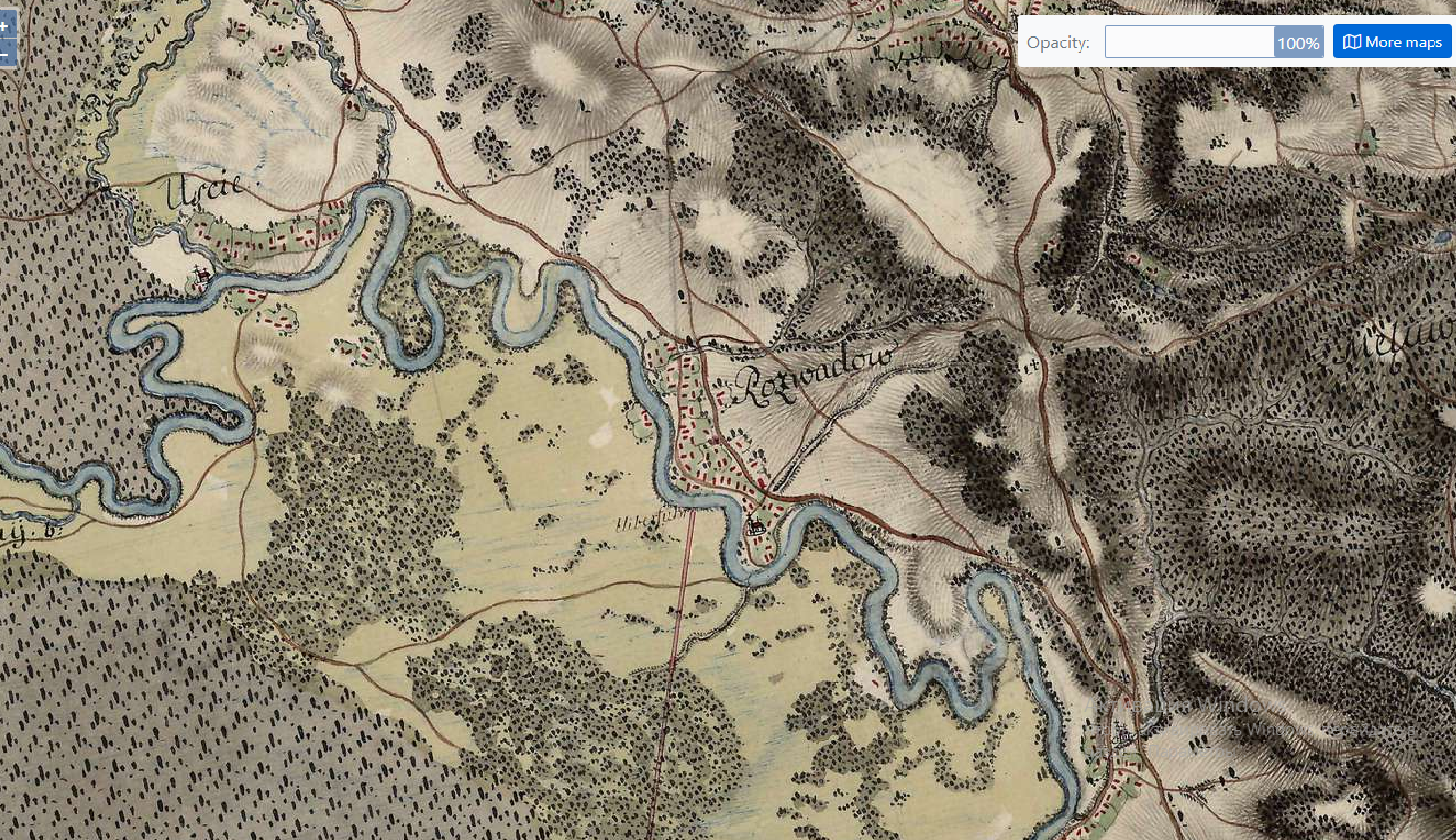
Розвадів та околиці у 1779—1783
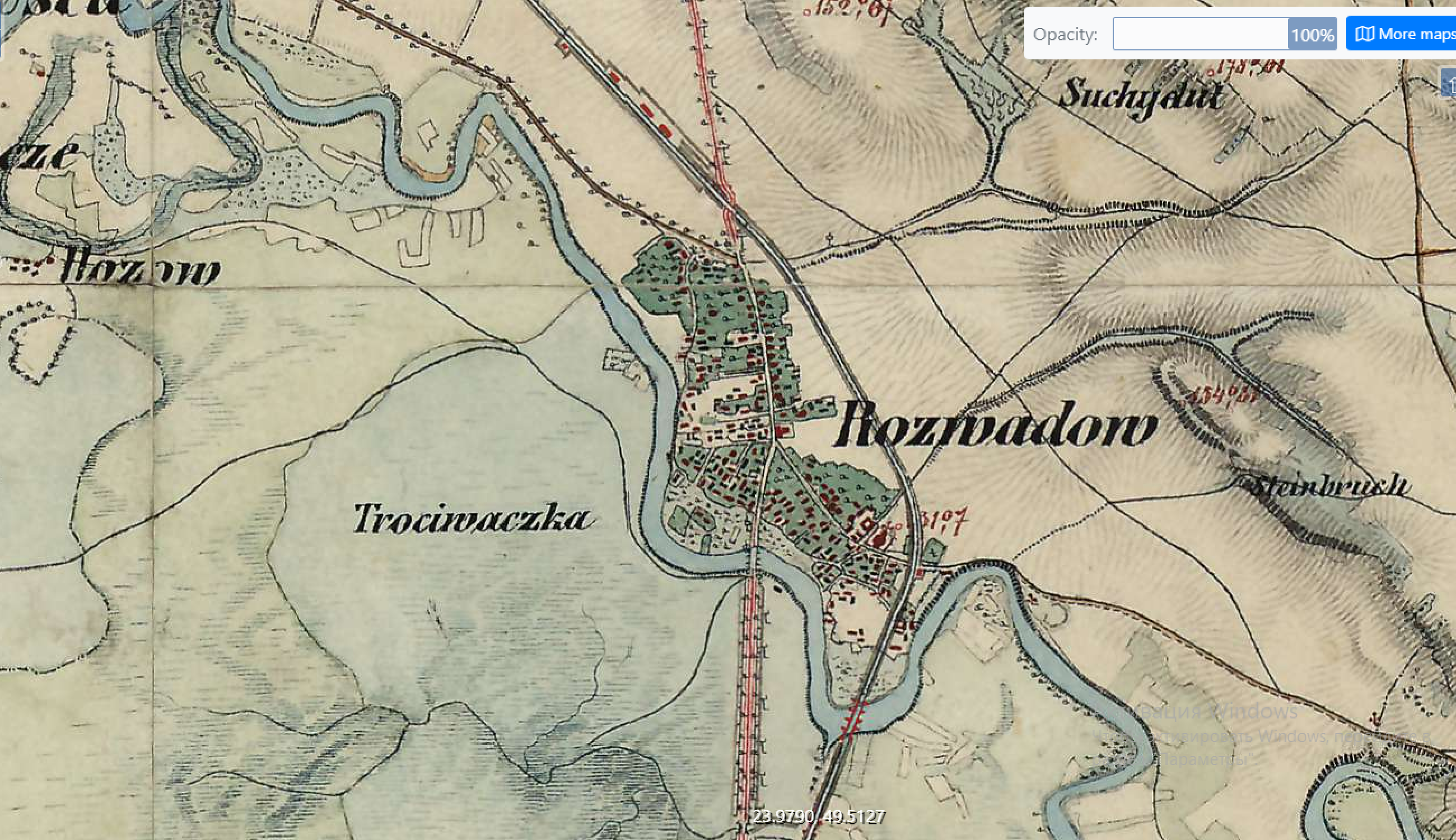
Розвадів у 1861—1864
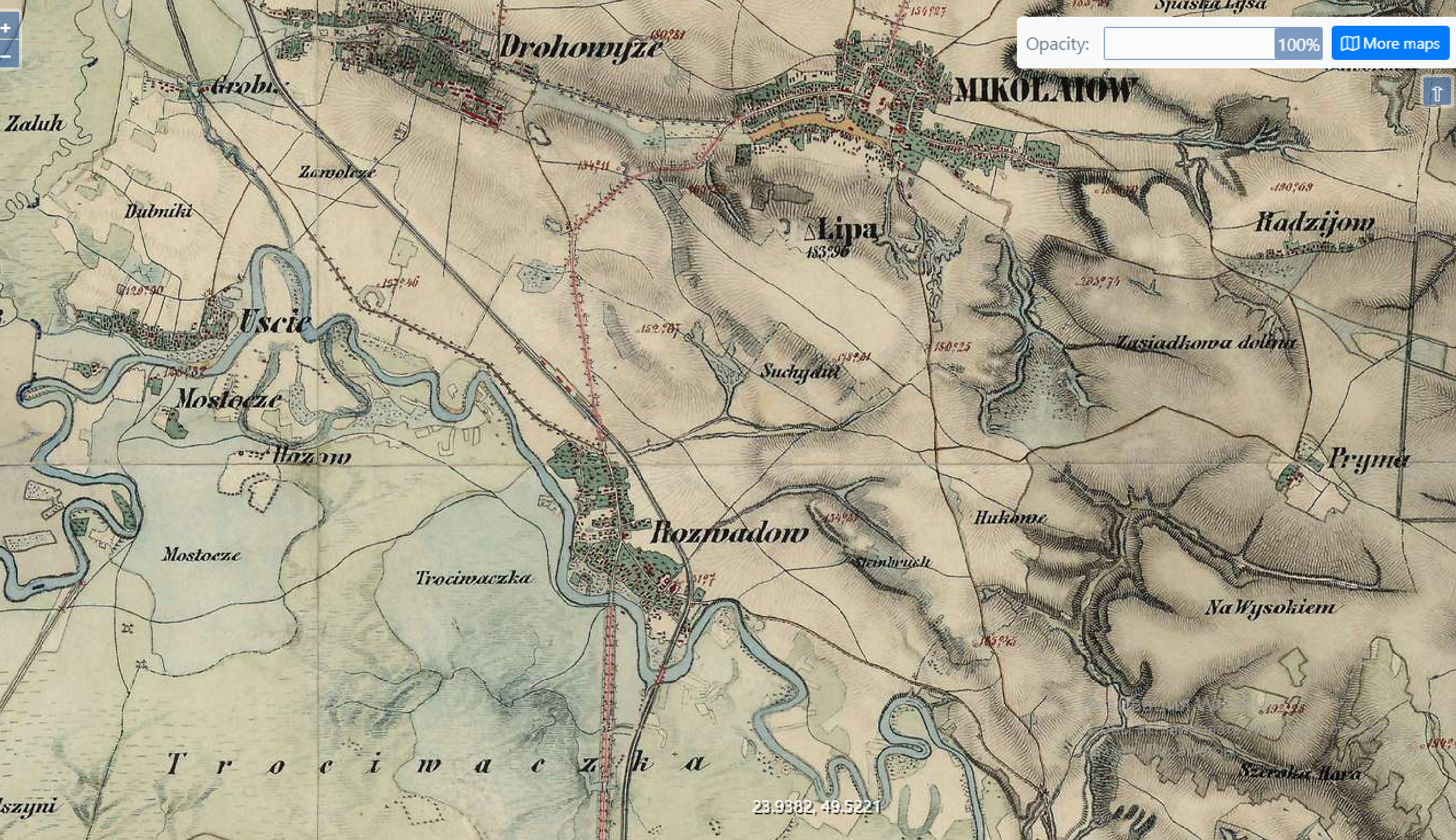
Розвадів та околиці у 1861—1864
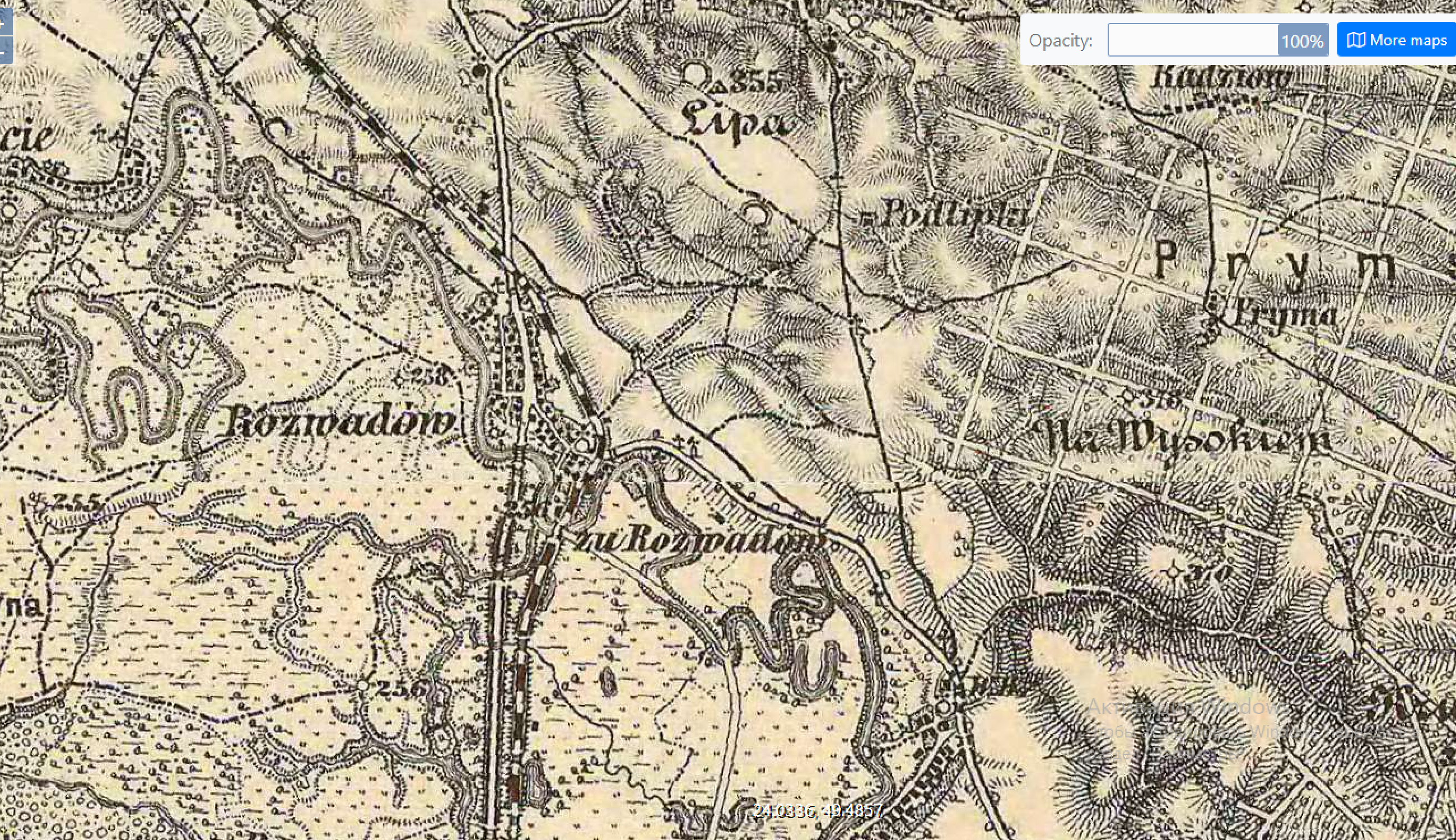
Розвадів у 1869—1887
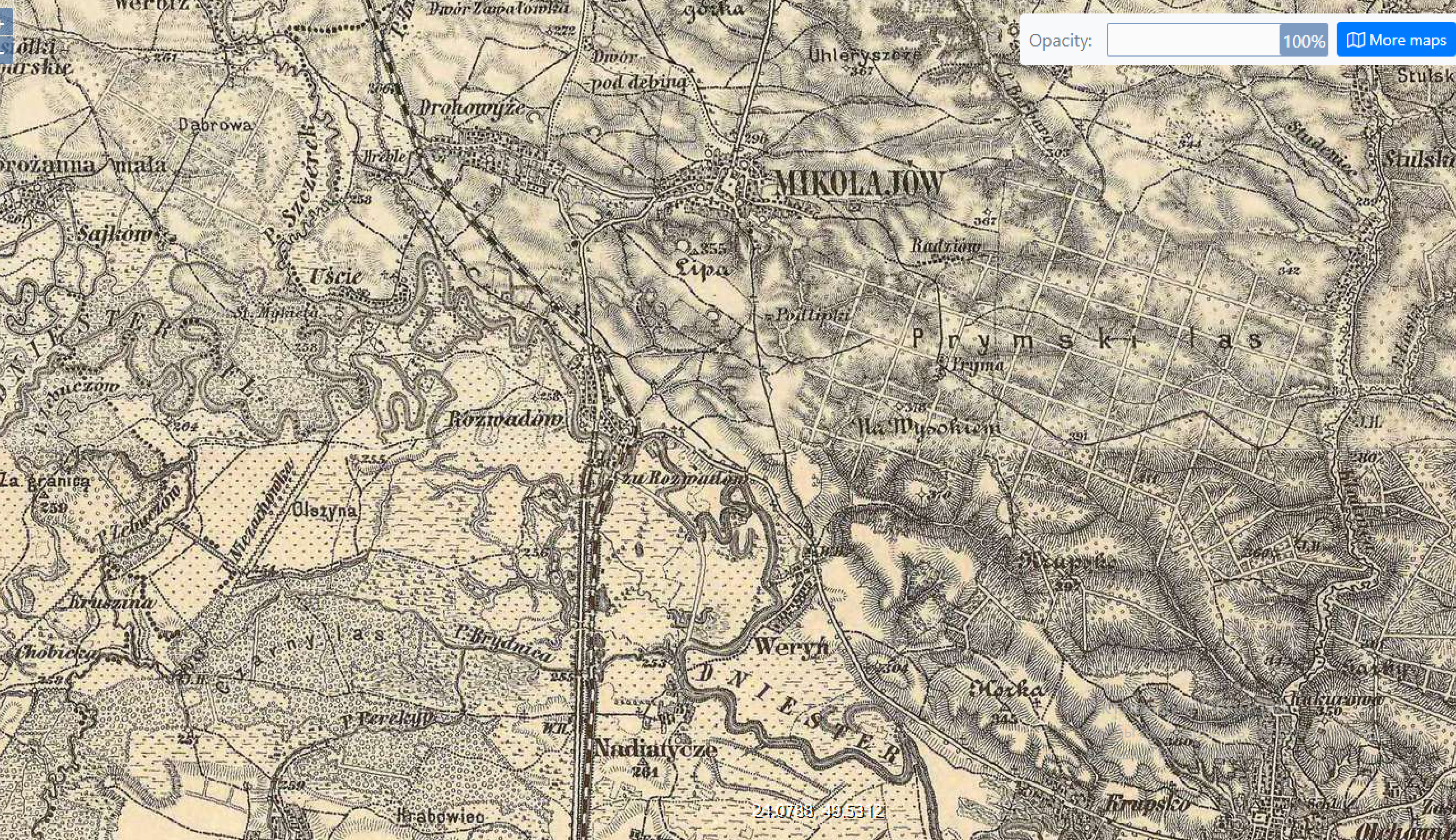
Розвадів та околиці у 1869—1887

Кадастрові карти Розвадова 1850-ті з ЦДІАЛ
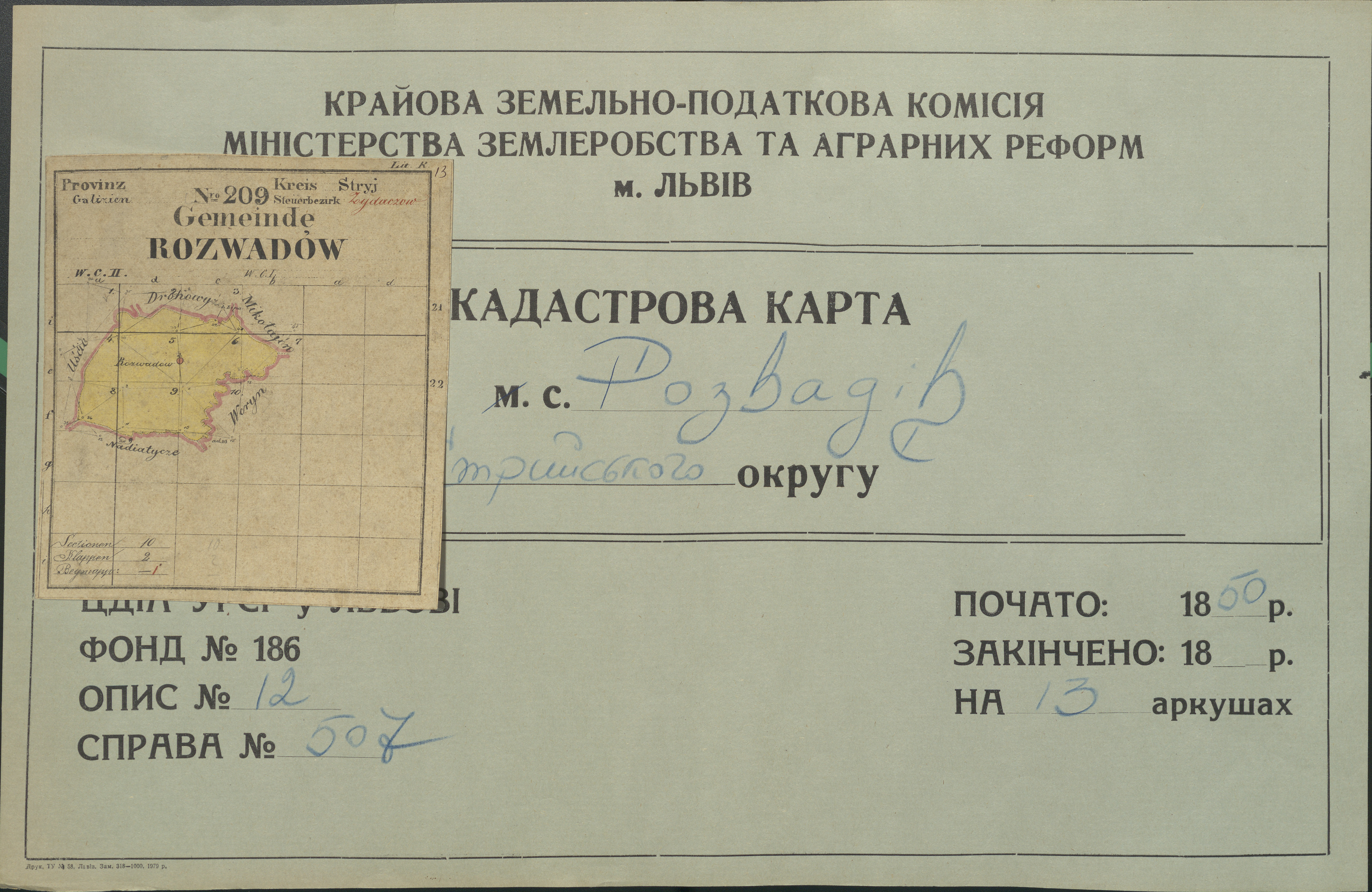
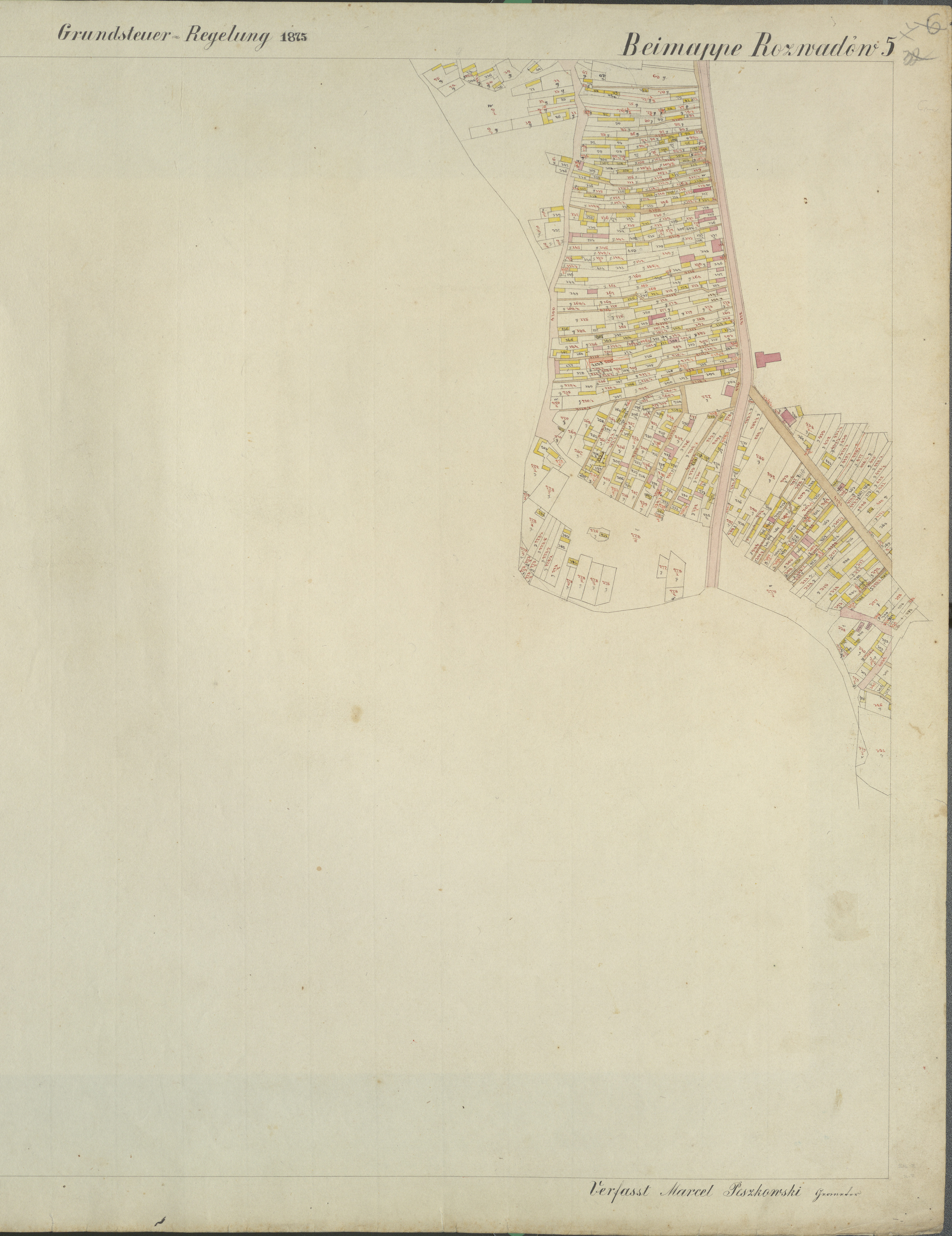
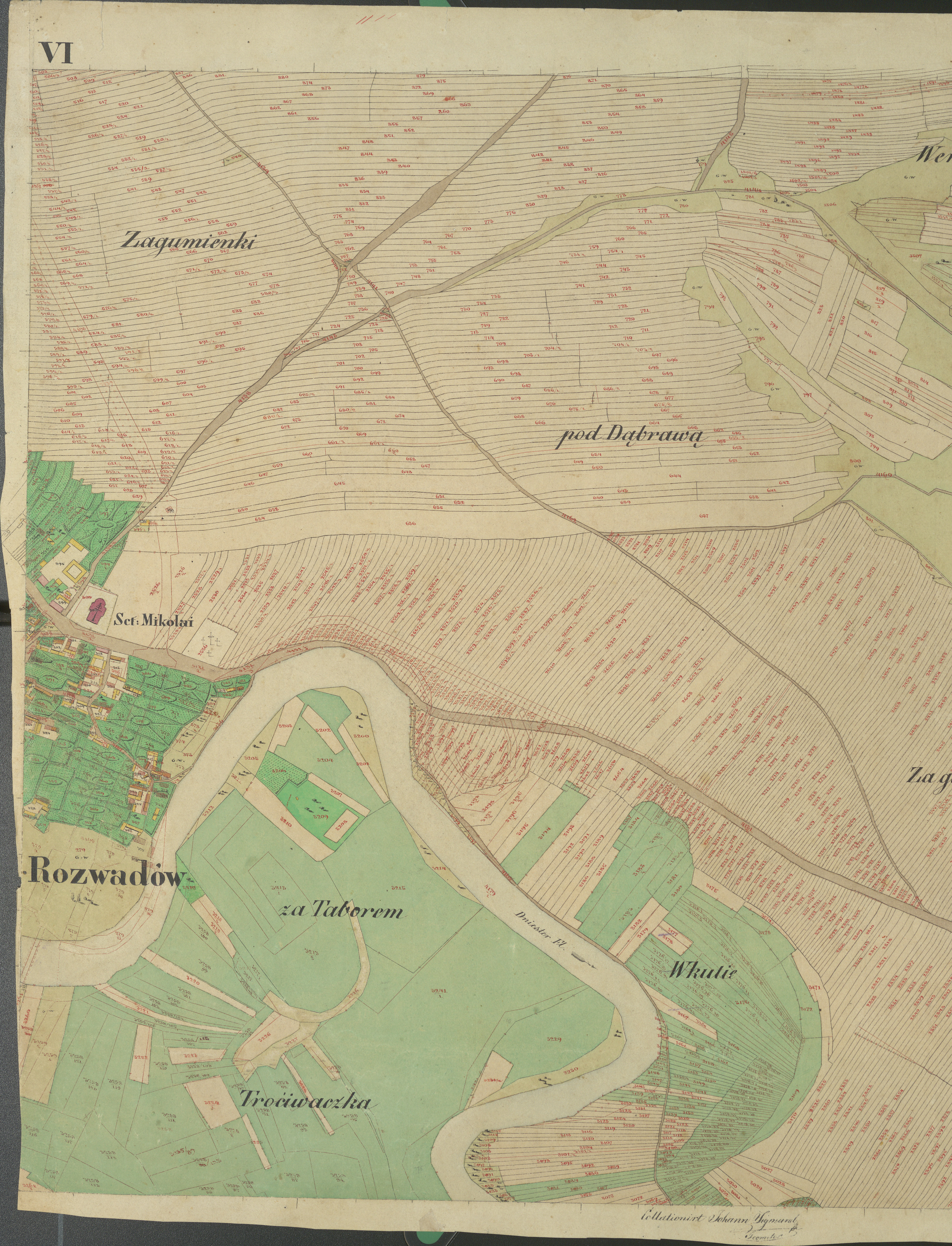
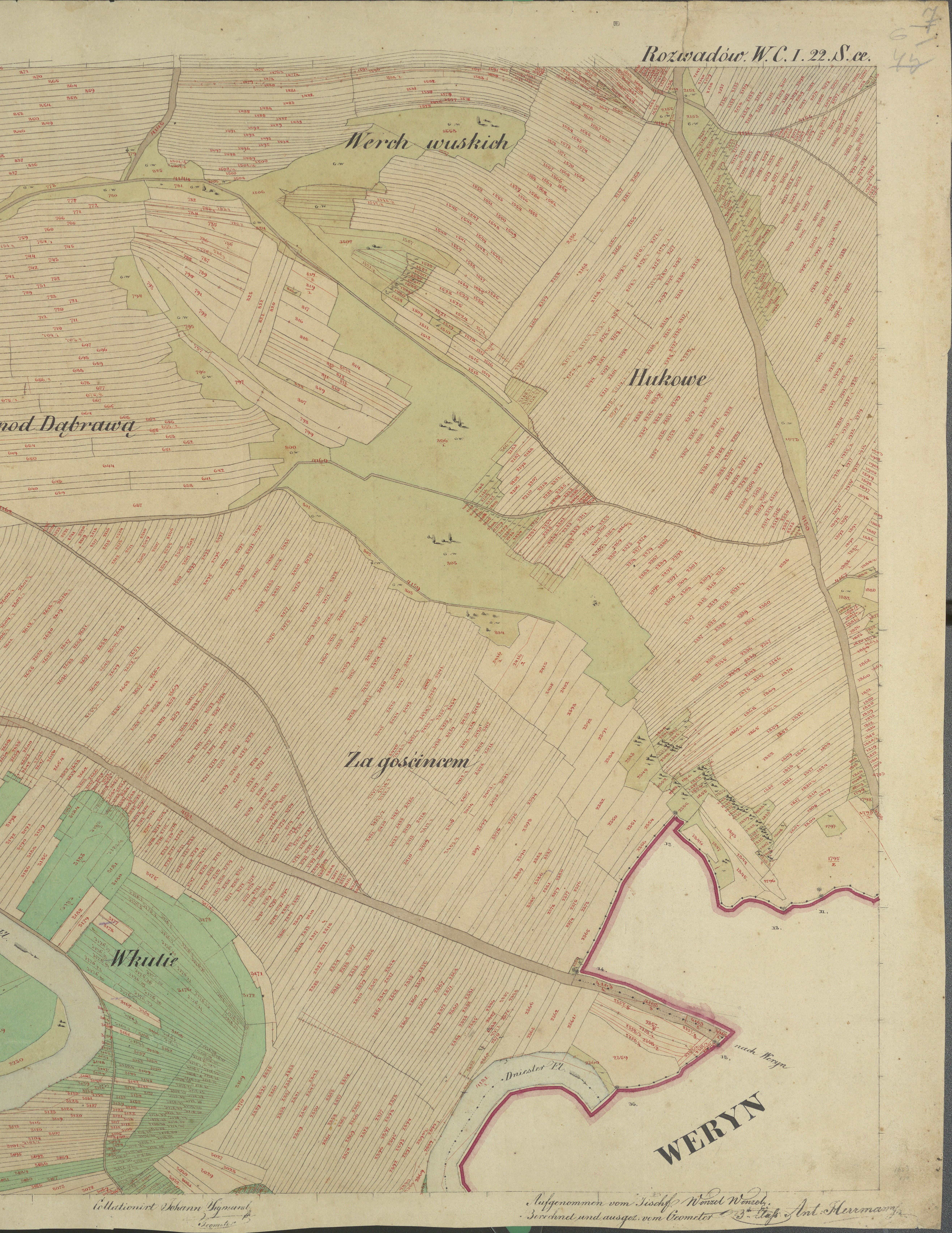
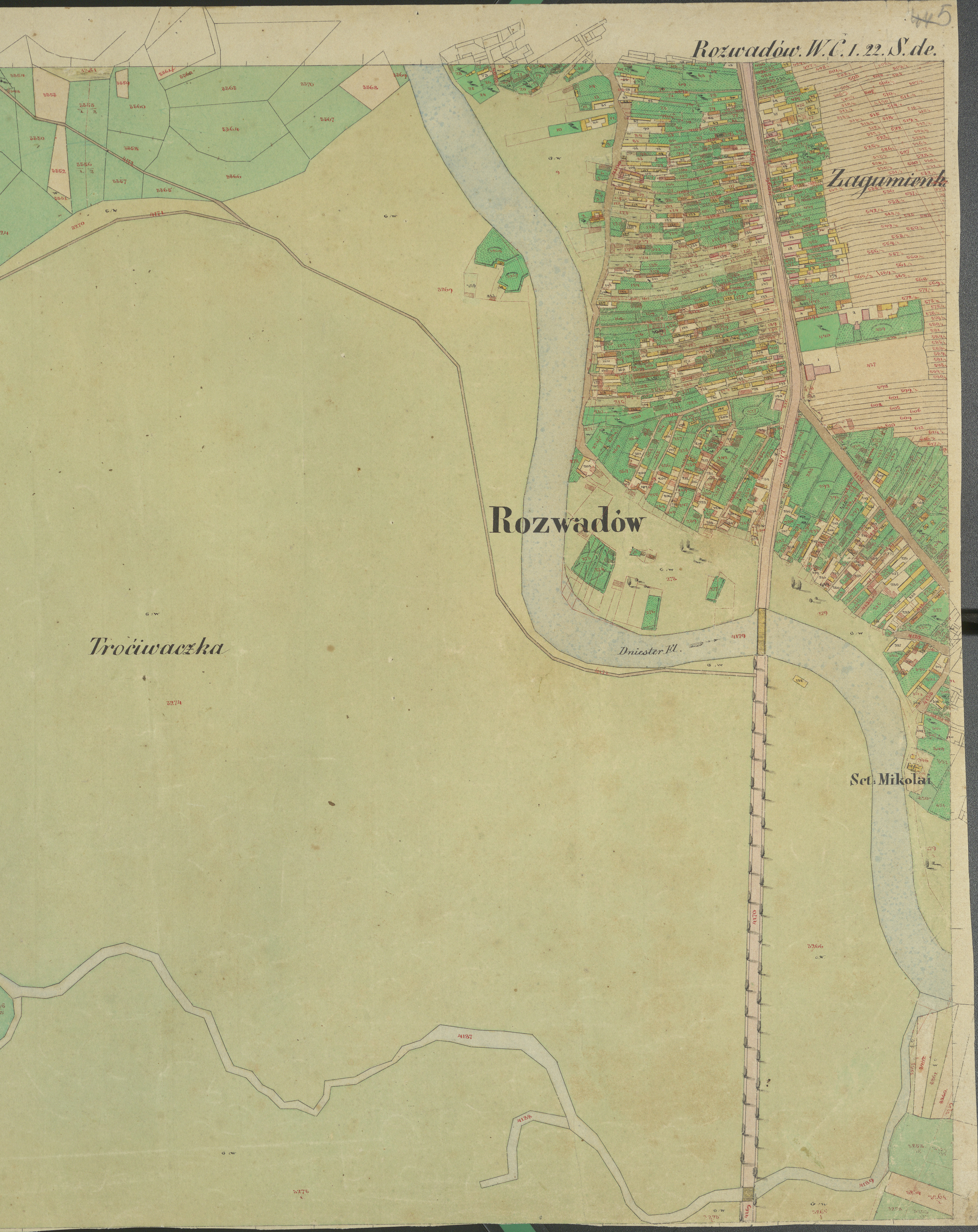
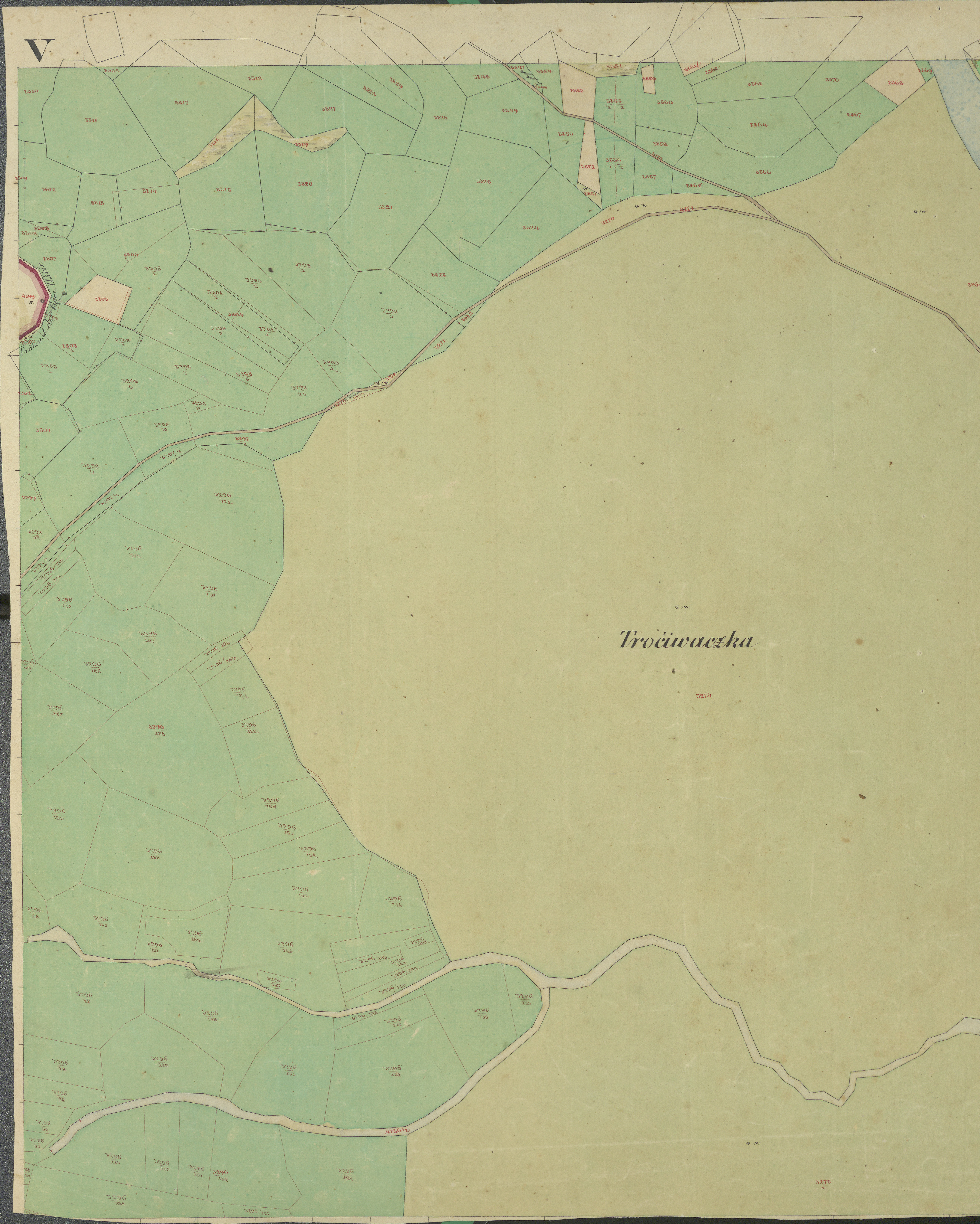
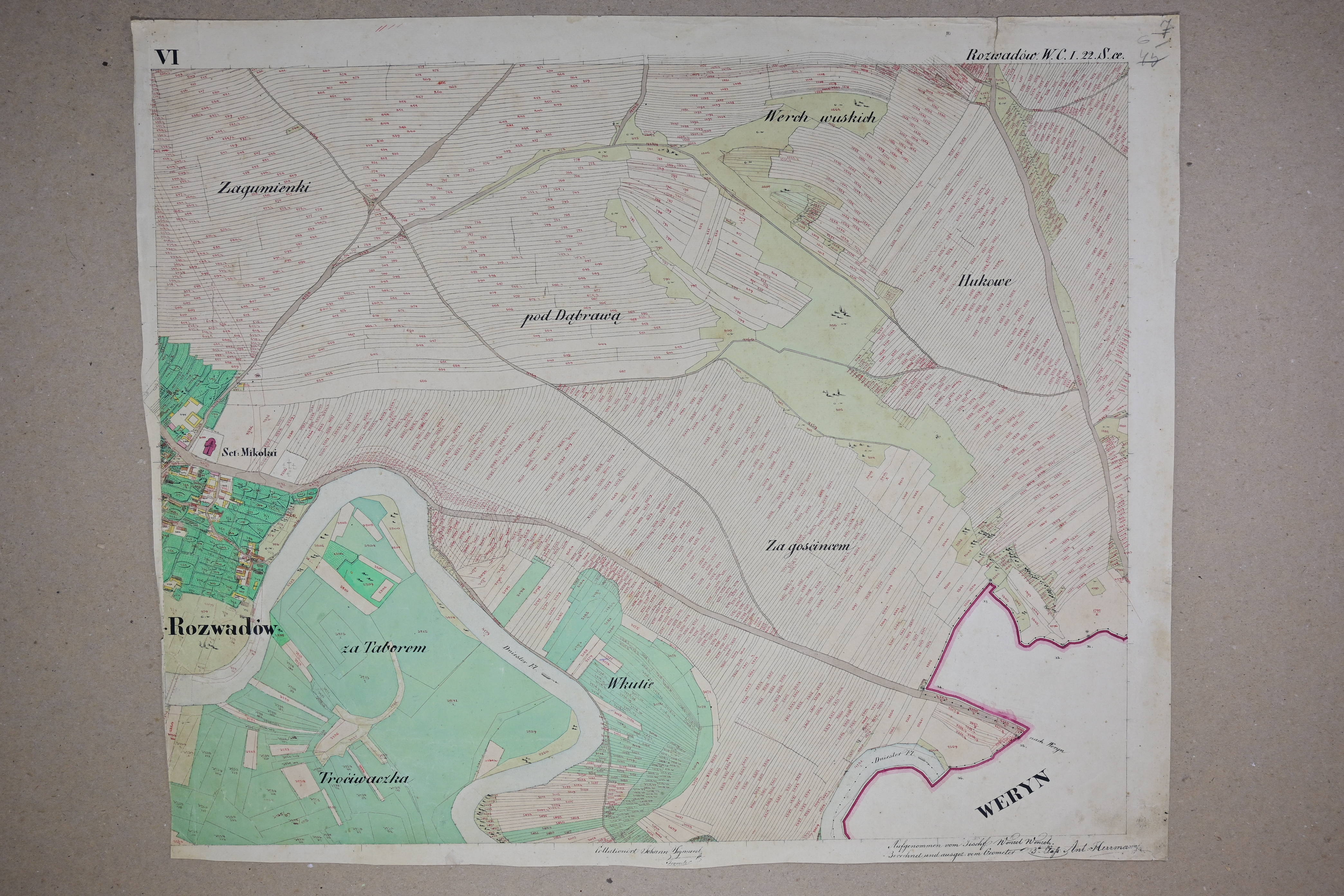
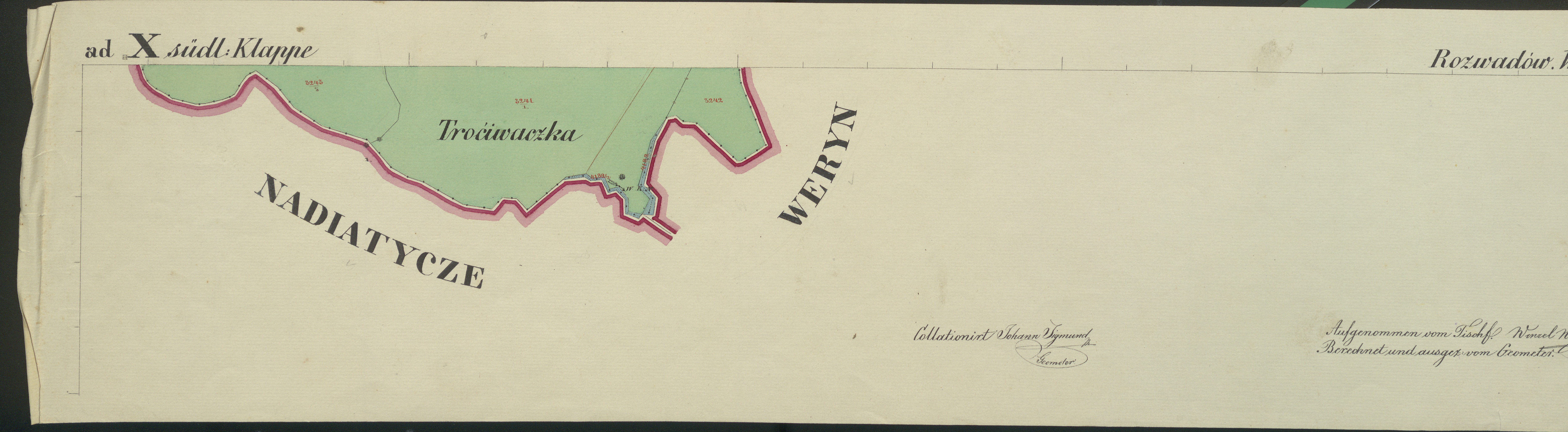
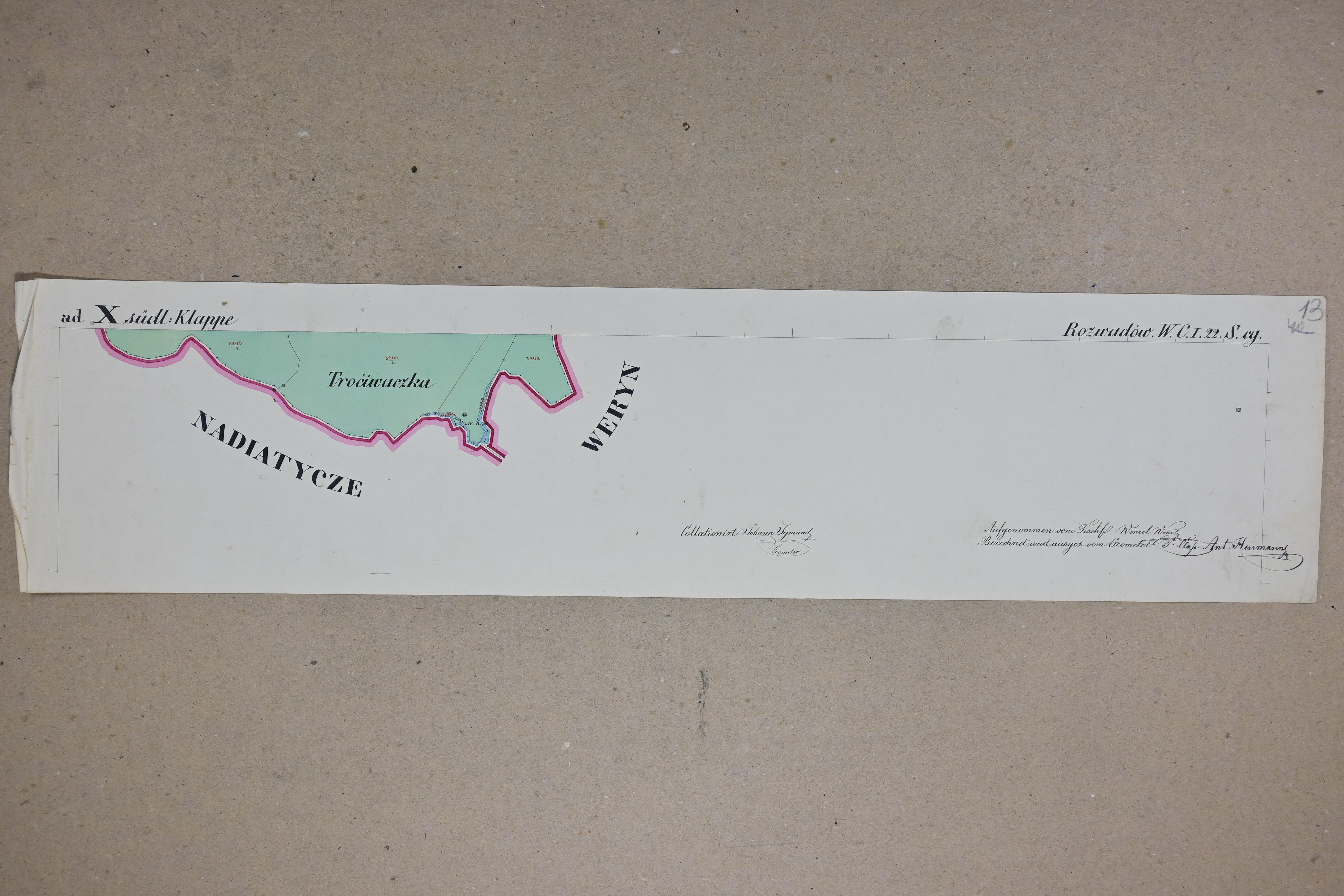
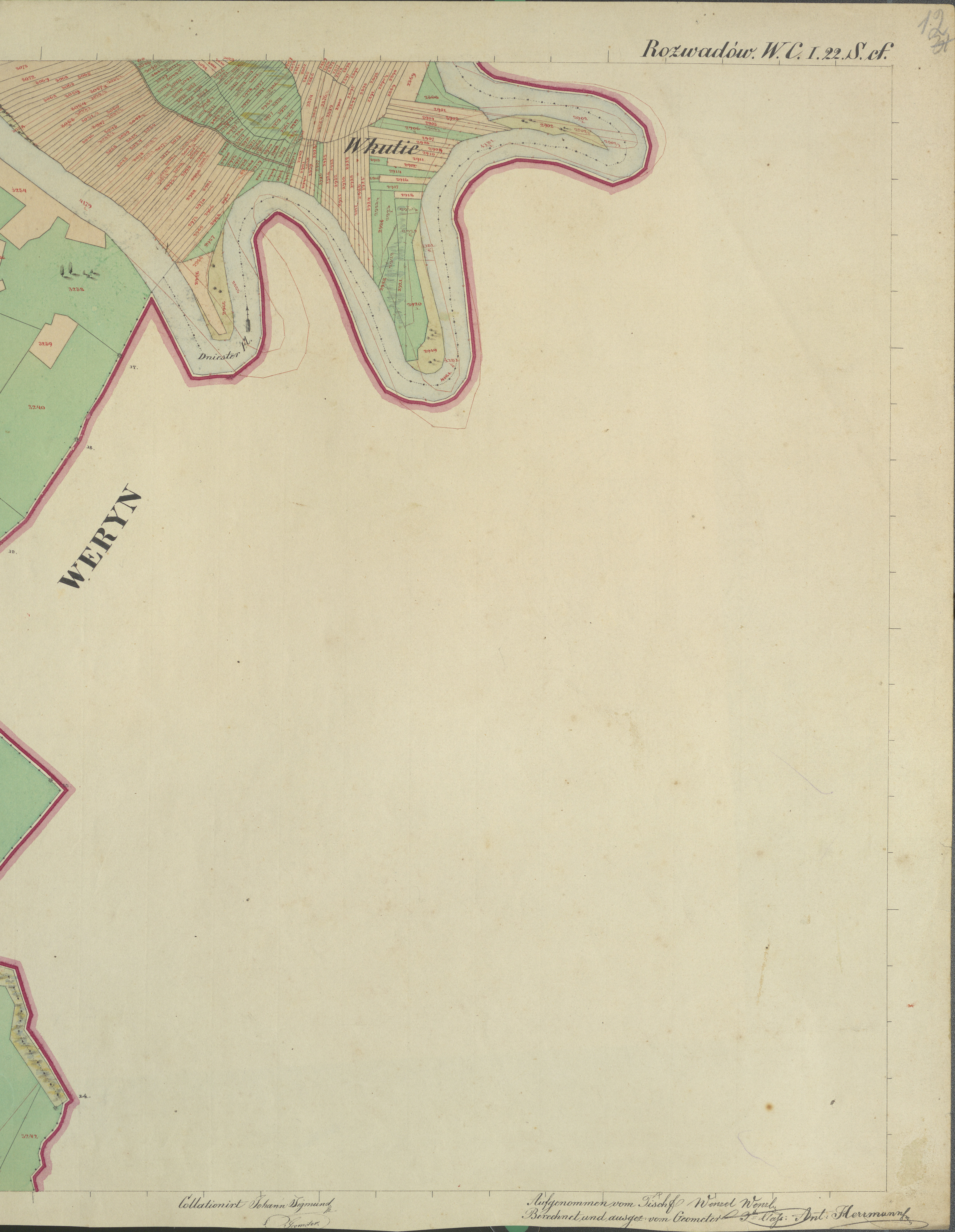
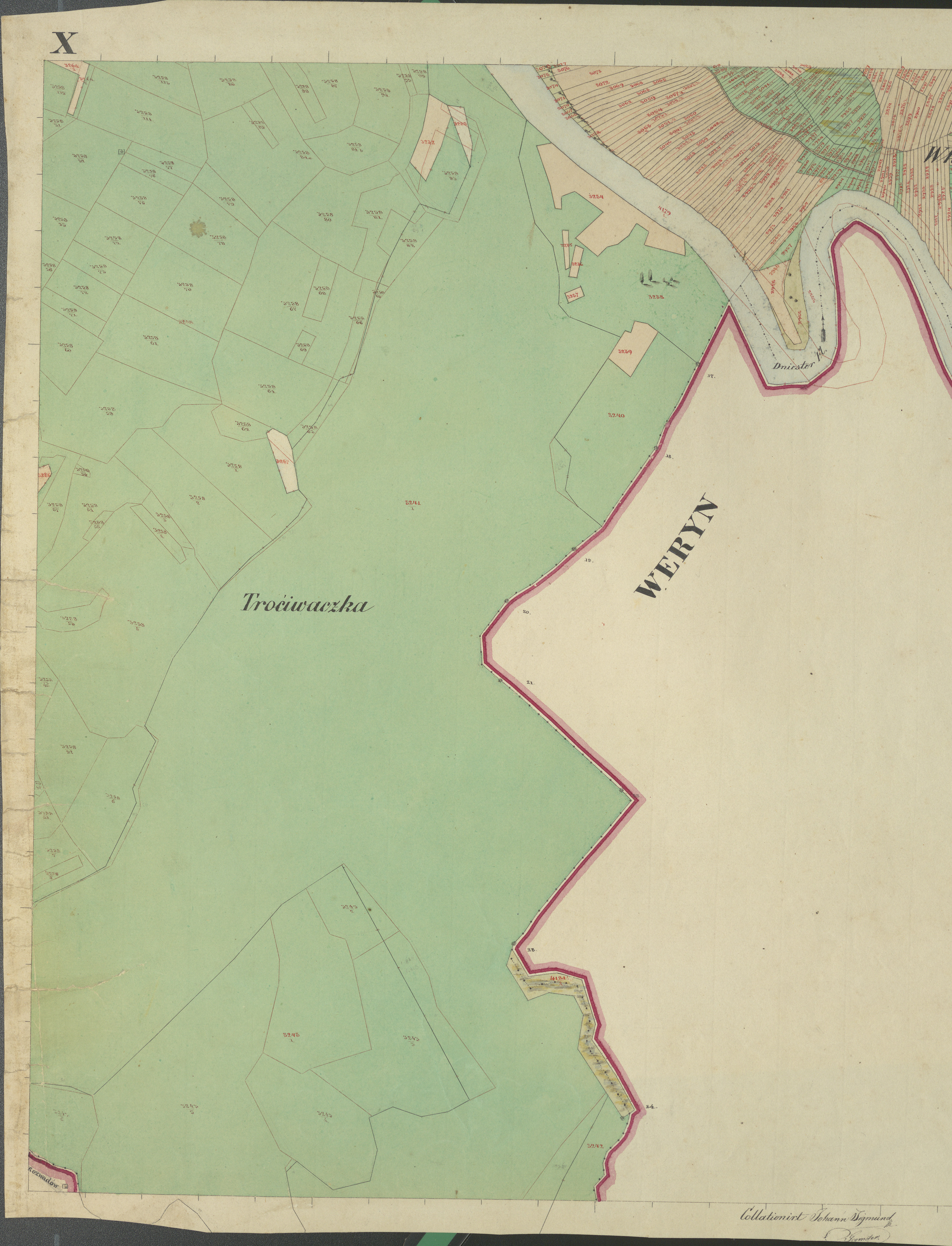
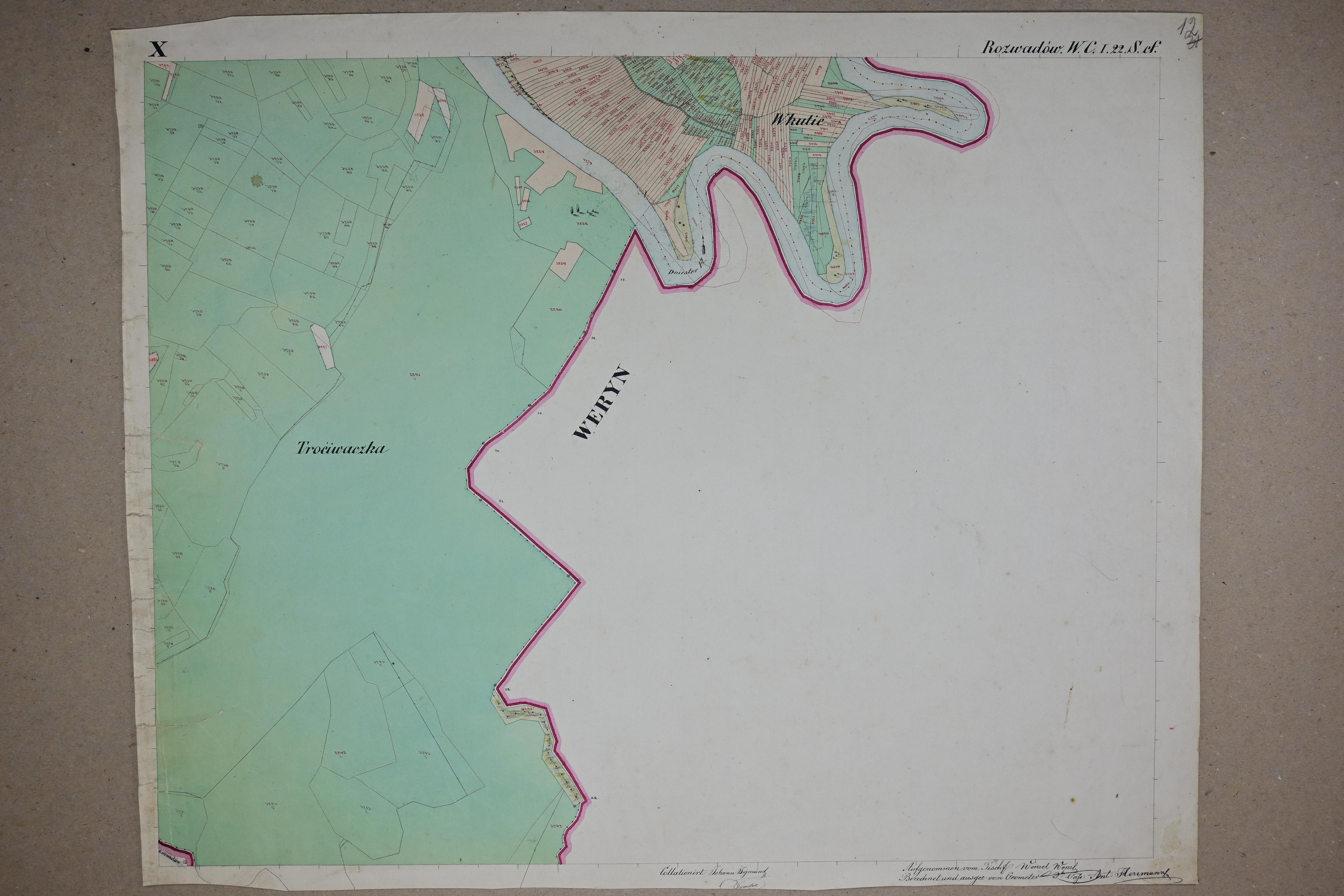
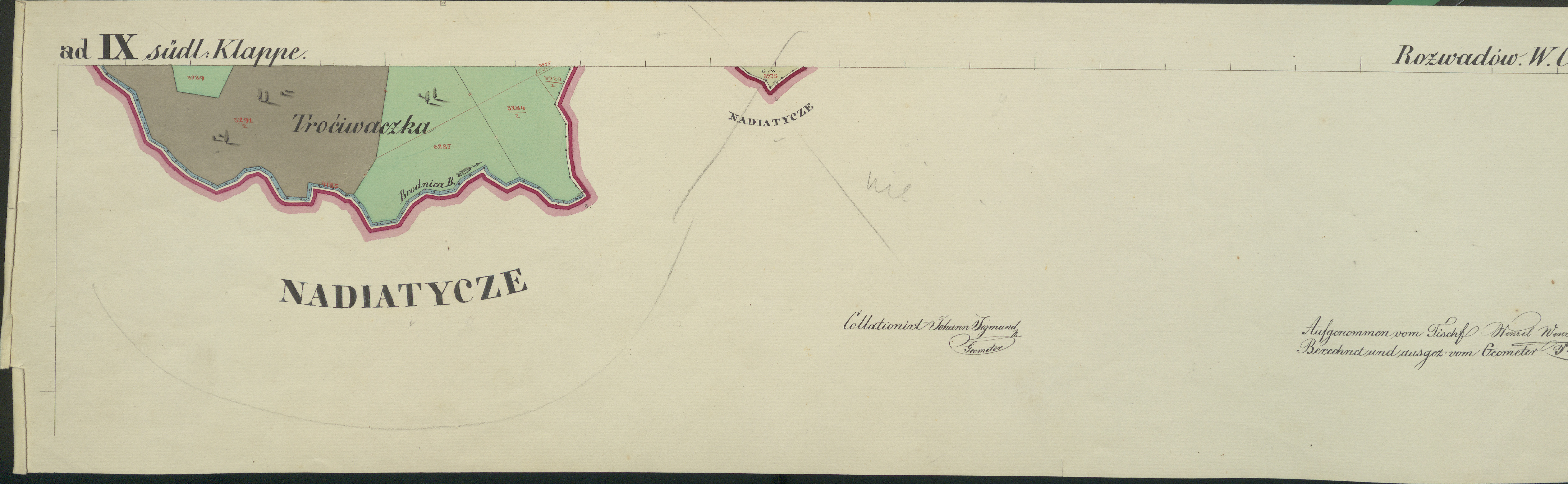
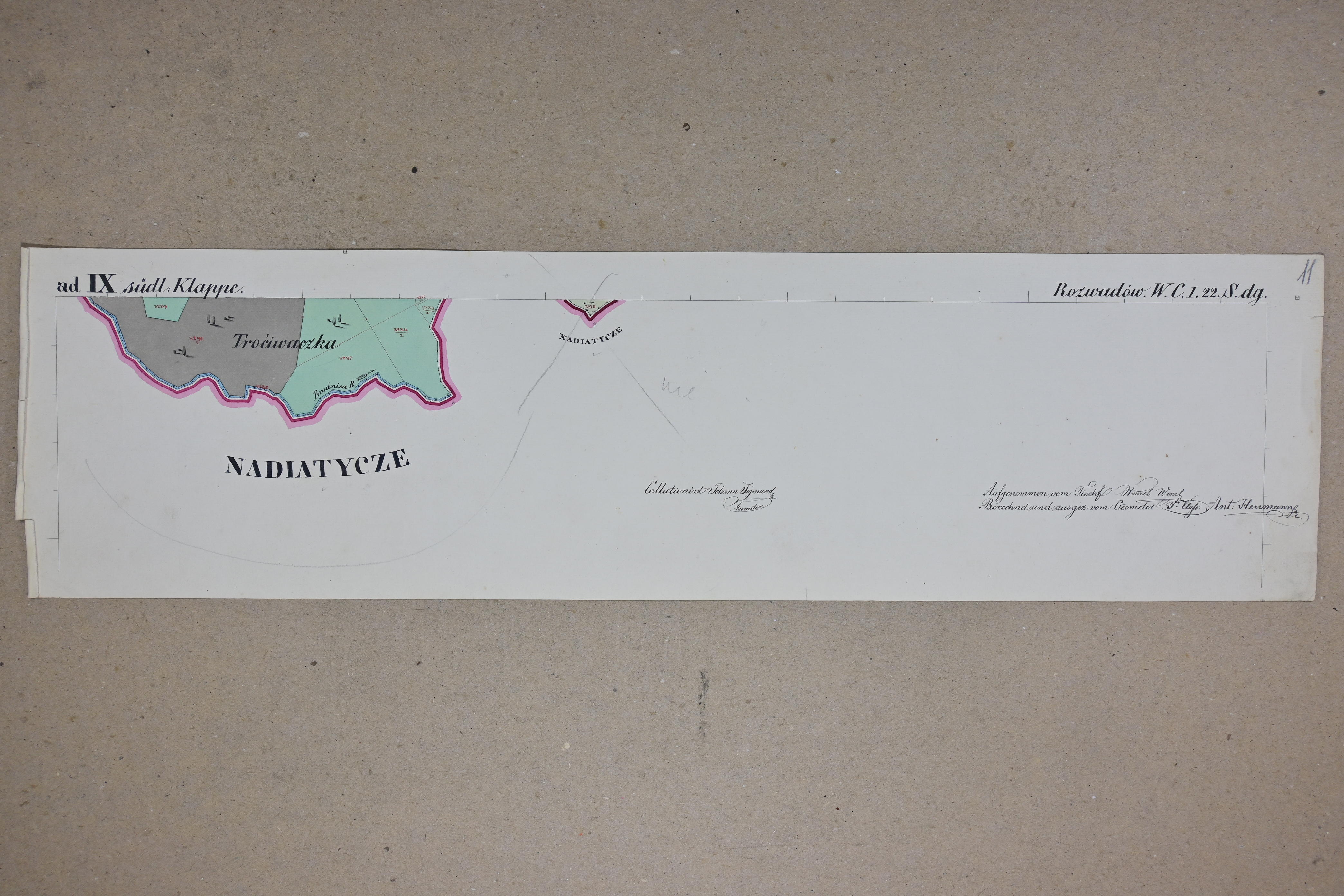
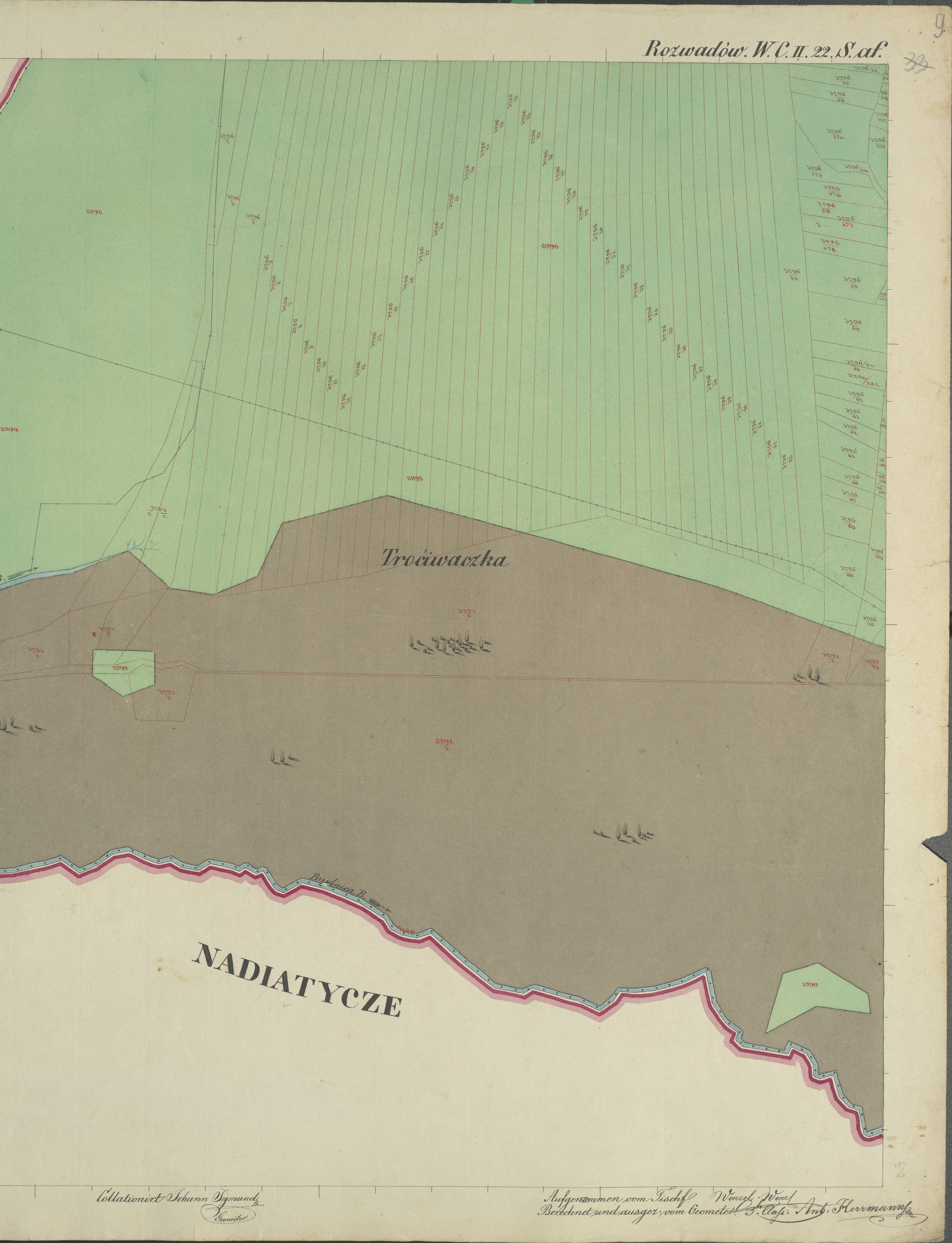
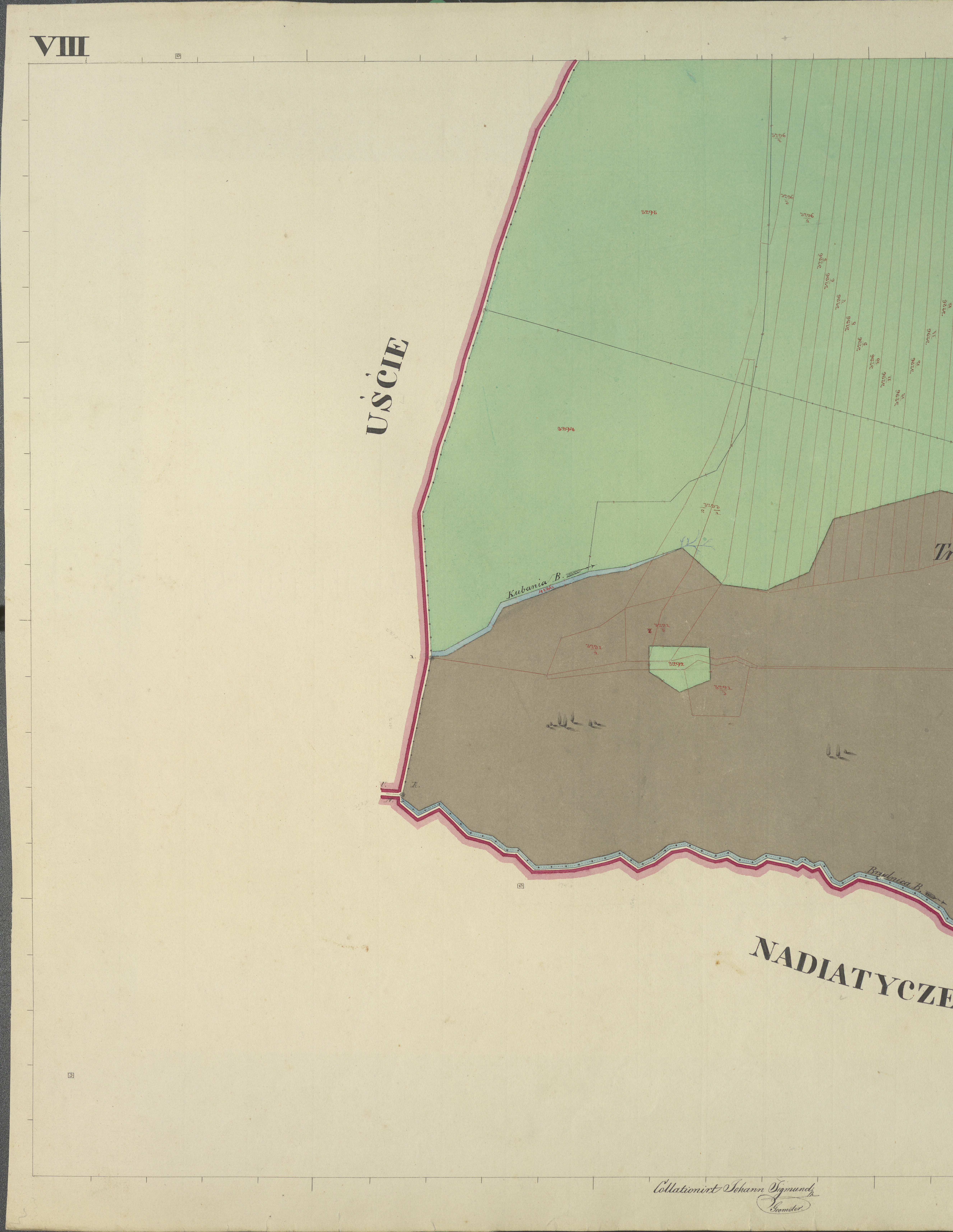
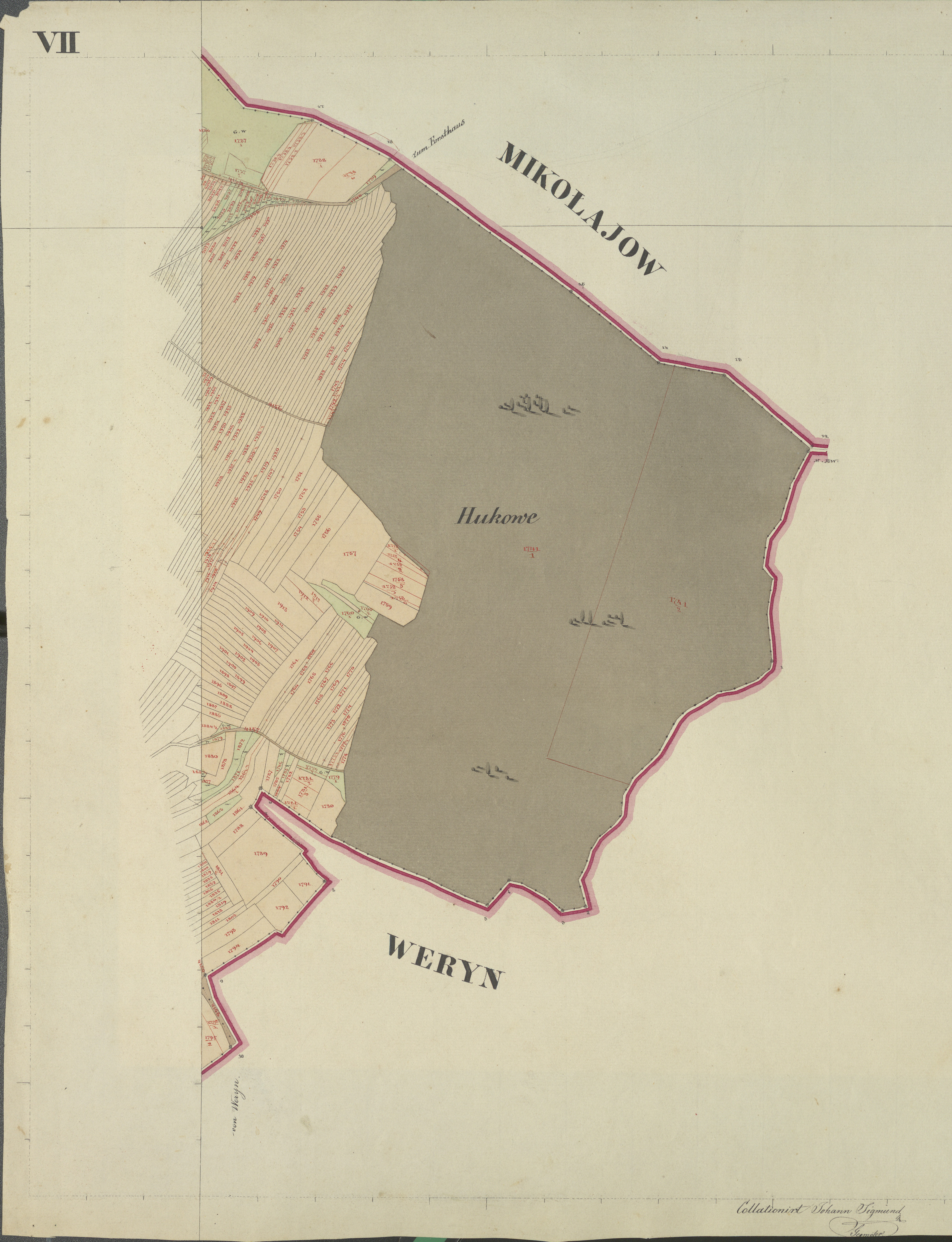
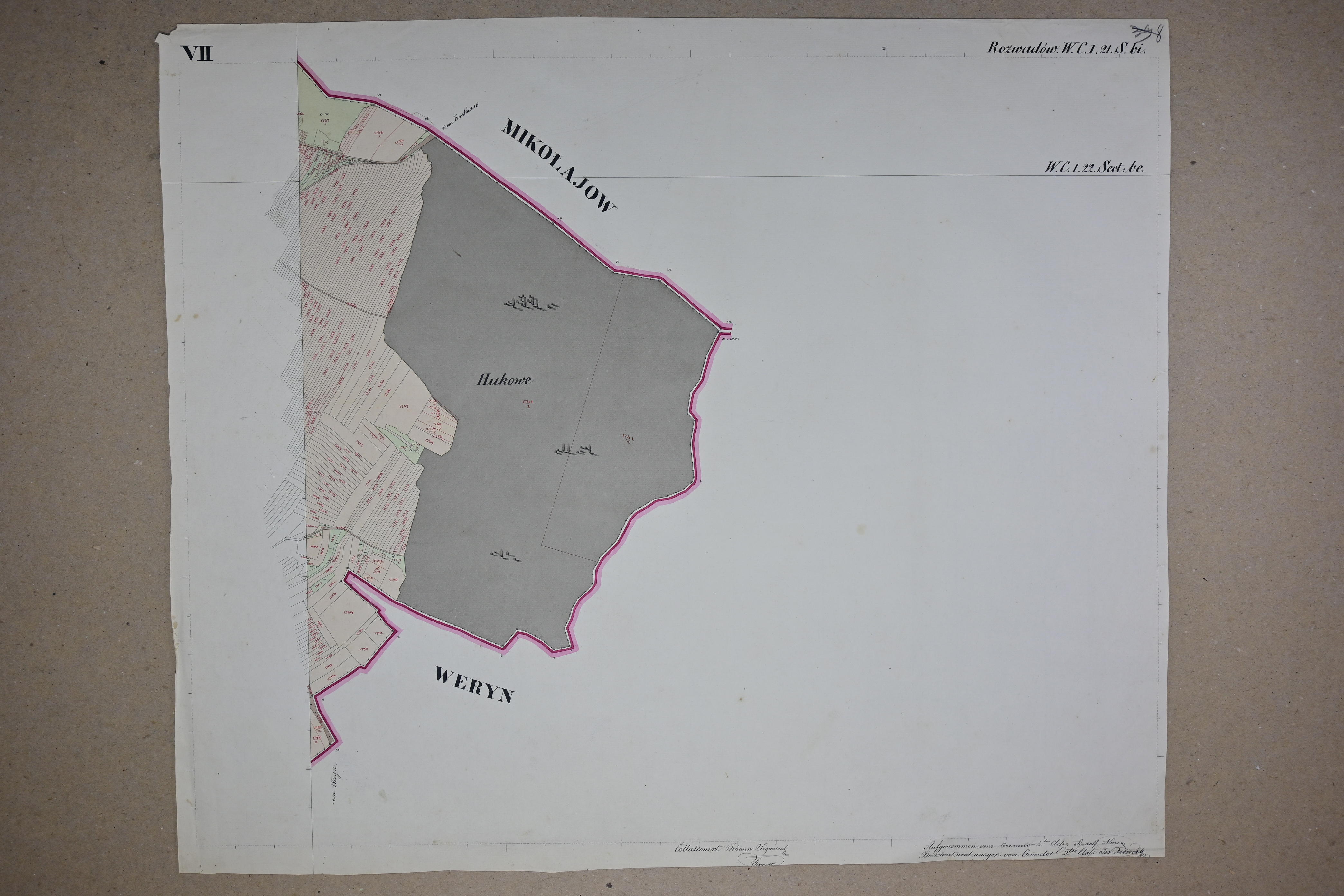
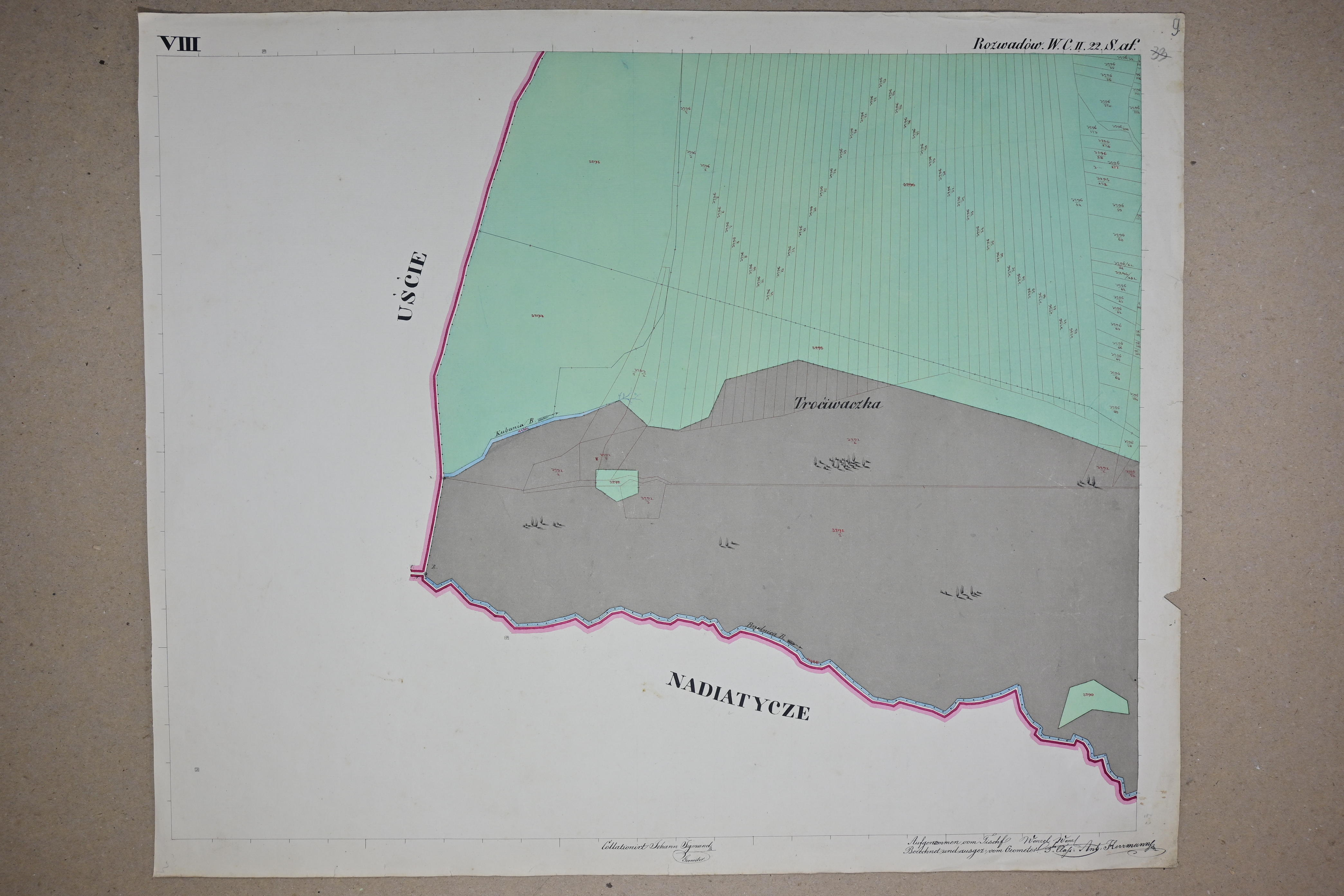
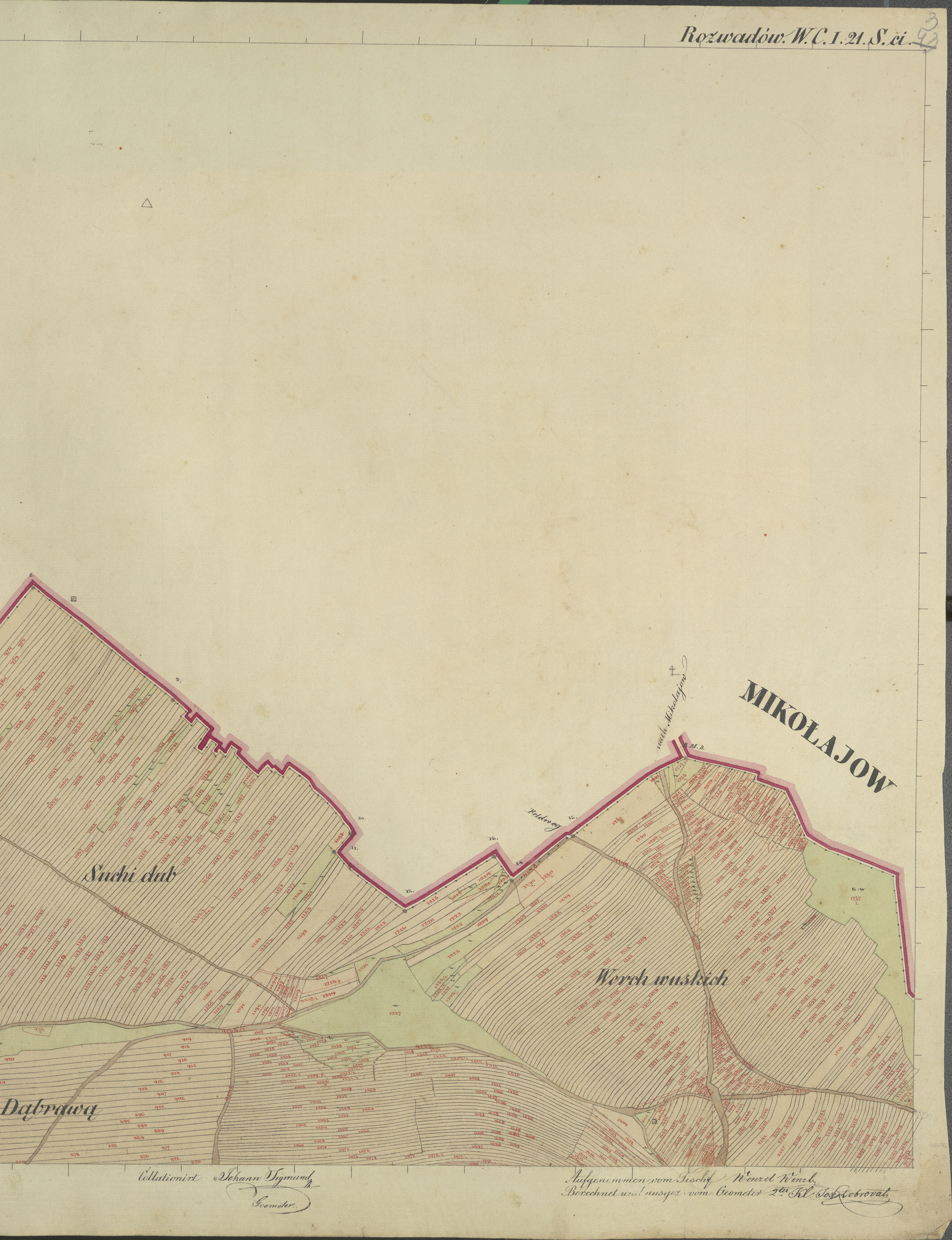
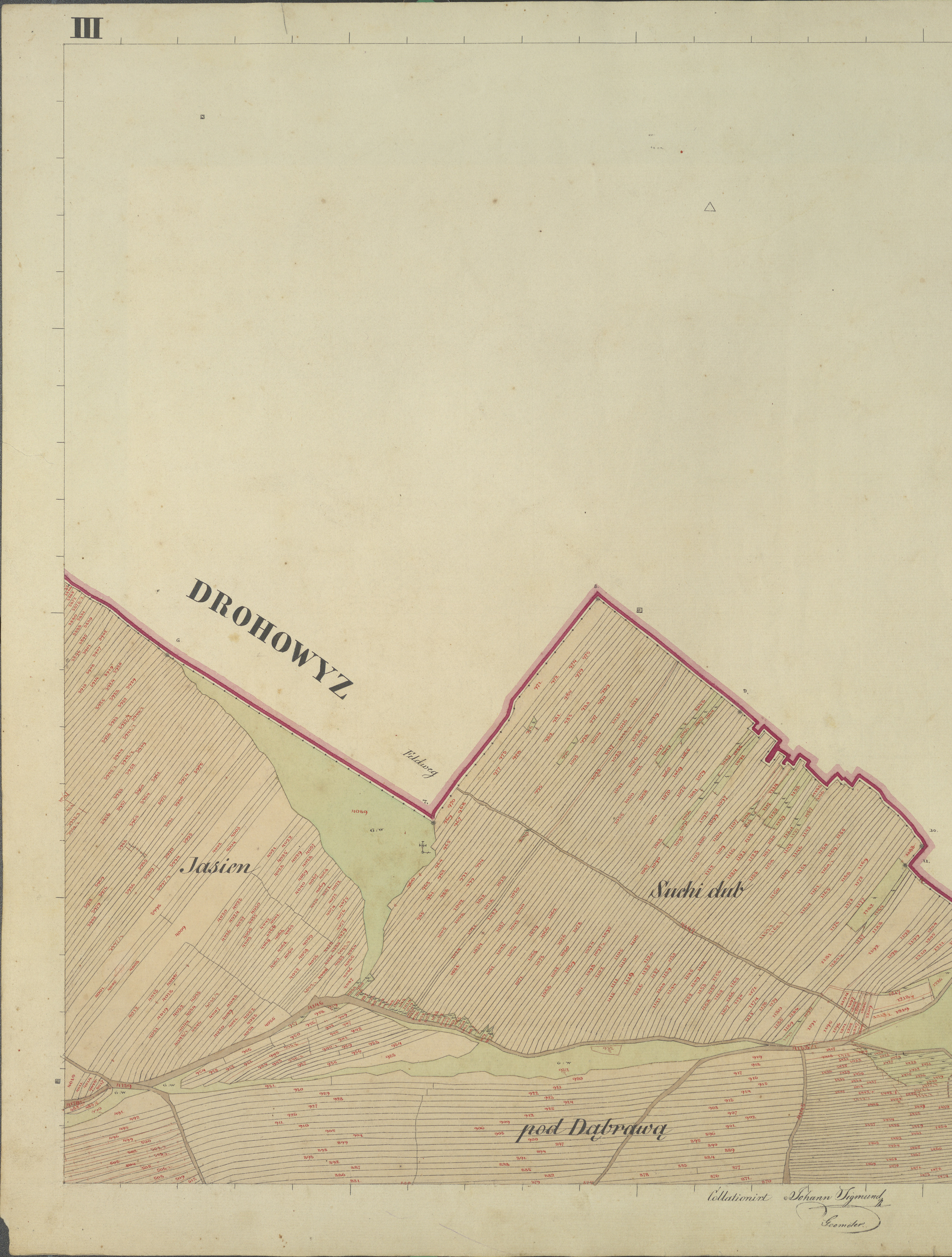
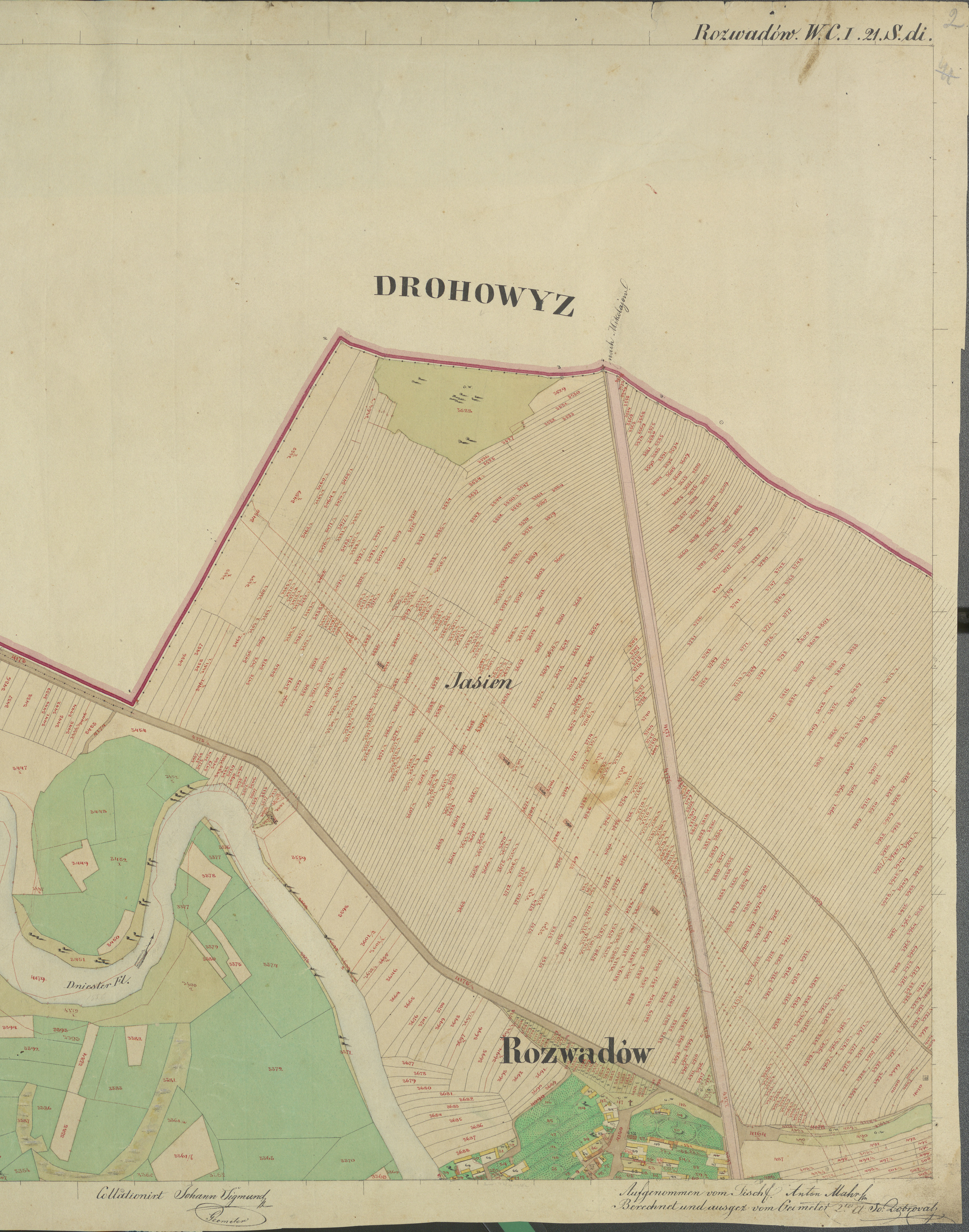

- Файл:Кадастрові_карти_Розвадова_1850-ті_з_ЦДІАЛ_зобр_001.jpg
- Файл:Кадастрові_карти_Розвадова_1850-ті_з_ЦДІАЛ_зобр_20.jpg
- Файл:Кадастрові_карти_Розвадова_1850-ті_з_ЦДІАЛ_зобр_17.jpg
- Файл:Кадастрові_карти_Розвадова_1850-ті_з_ЦДІАЛ_зобр_18.jpg
- Файл:Кадастрові_карти_Розвадова_1850-ті_з_ЦДІАЛ_зобр_15.jpg
- Файл:Кадастрові_карти_Розвадова_1850-ті_з_ЦДІАЛ_зобр_14.jpg
- Файл:Кадастрові_карти_Розвадова_1850-ті_з_ЦДІАЛ_зобр_16.jpg
- Файл:Кадастрові_карти_Розвадова_1850-ті_з_ЦДІАЛ_зобр_35.jpg
- Файл:Кадастрові_карти_Розвадова_1850-ті_з_ЦДІАЛ_зобр_34.jpg
- Файл:Кадастрові_карти_Розвадова_1850-ті_з_ЦДІАЛ_зобр_33.jpg
- Файл:Кадастрові_карти_Розвадова_1850-ті_з_ЦДІАЛ_зобр_32.jpg
- Файл:Кадастрові_карти_Розвадова_1850-ті_з_ЦДІАЛ_зобр_31.jpg
- Файл:Кадастрові_карти_Розвадова_1850-ті_з_ЦДІАЛ_зобр_030.jpg
- Файл:Кадастрові_карти_Розвадова_1850-ті_з_ЦДІАЛ_зобр_29.jpg
- Файл:Кадастрові_карти_Розвадова_1850-ті_з_ЦДІАЛ_зобр_25.jpg
- Файл:Кадастрові_карти_Розвадова_1850-ті_з_ЦДІАЛ_зобр_24.jpg
- Файл:Кадастрові_карти_Розвадова_1850-ті_з_ЦДІАЛ_зобр_22.jpg
- Файл:Кадастрові_карти_Розвадова_1850-ті_з_ЦДІАЛ_зобр_21.jpg
- Файл:Кадастрові_карти_Розвадова_1850-ті_з_ЦДІАЛ_зобр_23.jpg
- Файл:Кадастрові_карти_Розвадова_1850-ті_з_ЦДІАЛ_зобр_10.jpg
- Файл:Кадастрові_карти_Розвадова_1850-ті_з_ЦДІАЛ_зобр_9.jpg
- Файл:Кадастрові_карти_Розвадова_1850-ті_з_ЦДІАЛ_зобр_7.jpg

## Відомі люди

### Народилися
- Здебський Богдан Богданович (1991—2014) — солдат Збройних сил України, учасник російсько-української війни.
- Коренець Денис Васильович (1875—1946) — український педагог, історик, географ.
- Откович-Лильо Зоряна Мирославівна (нар. 1968) — український мистецтвознавець, художник декоративно-ужиткового мистецтва, графік, педагог.
- Панасюк Валерій Юрійович (1959 р. н.) — український культуролог, теоретик мистецтва, педагог.
- Сколоздра Іван Миколайович — заслужений майстер народної творчості України.
- Сколоздра Михайло Андрійович — машиніст обертової печі Миколаївського гірничо-цементного комбінату Львівської області, Герой Соціалістичної Праці.
- Скакун Ярослав Іванович — український скульптор, художник, педагог.
- Антоній Опольський — польський вчений

### Навчалися
- Корда Михайло Михайлович — український вчений у галузі біохімії, доктор медичних наук, професор, ректор Тернопільського державного медичного університету імені І. Я. Горбачевського.